# Különleges galaxisok atlasza

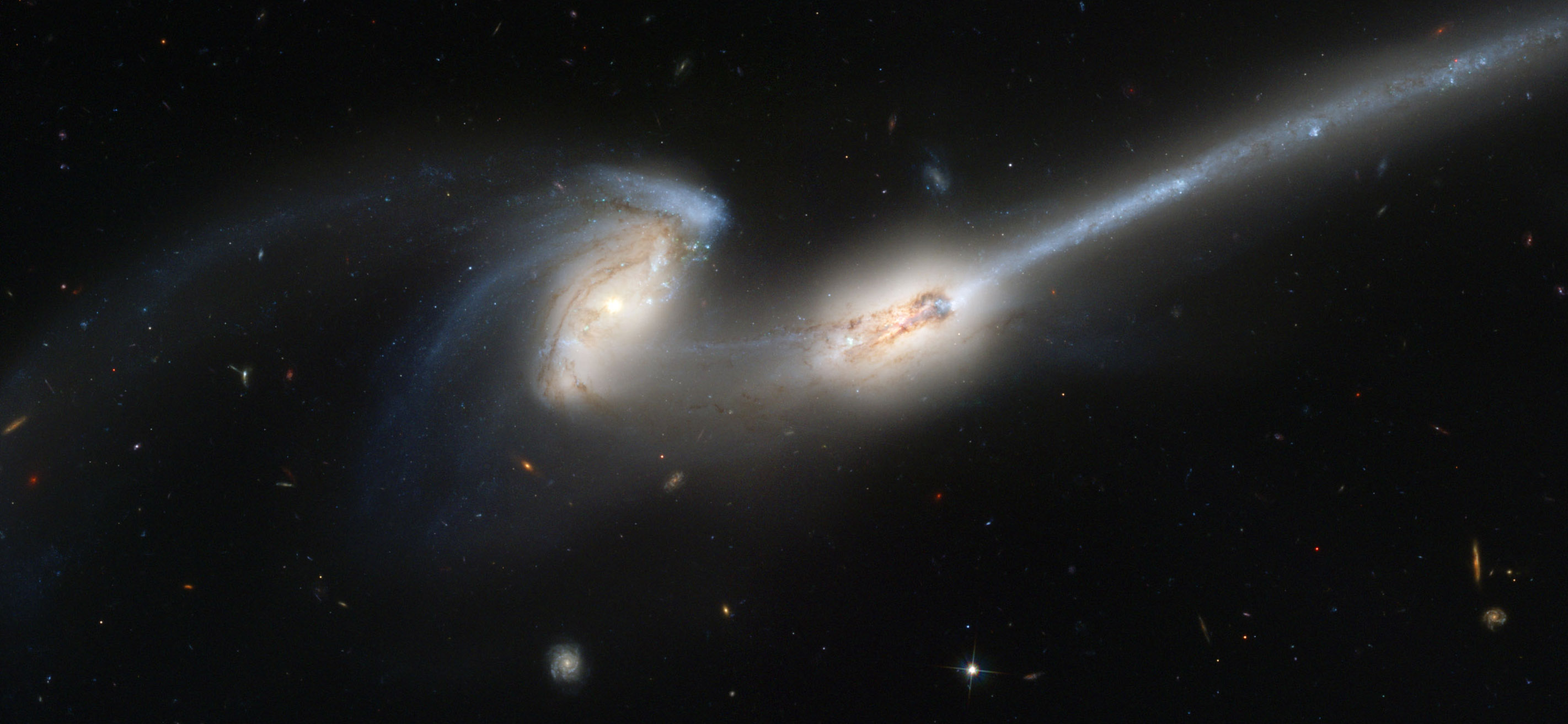
Az NGC 4676 (Arp 242, kölcsönható galaxispár). A Hubble űrtávcső felvétele.

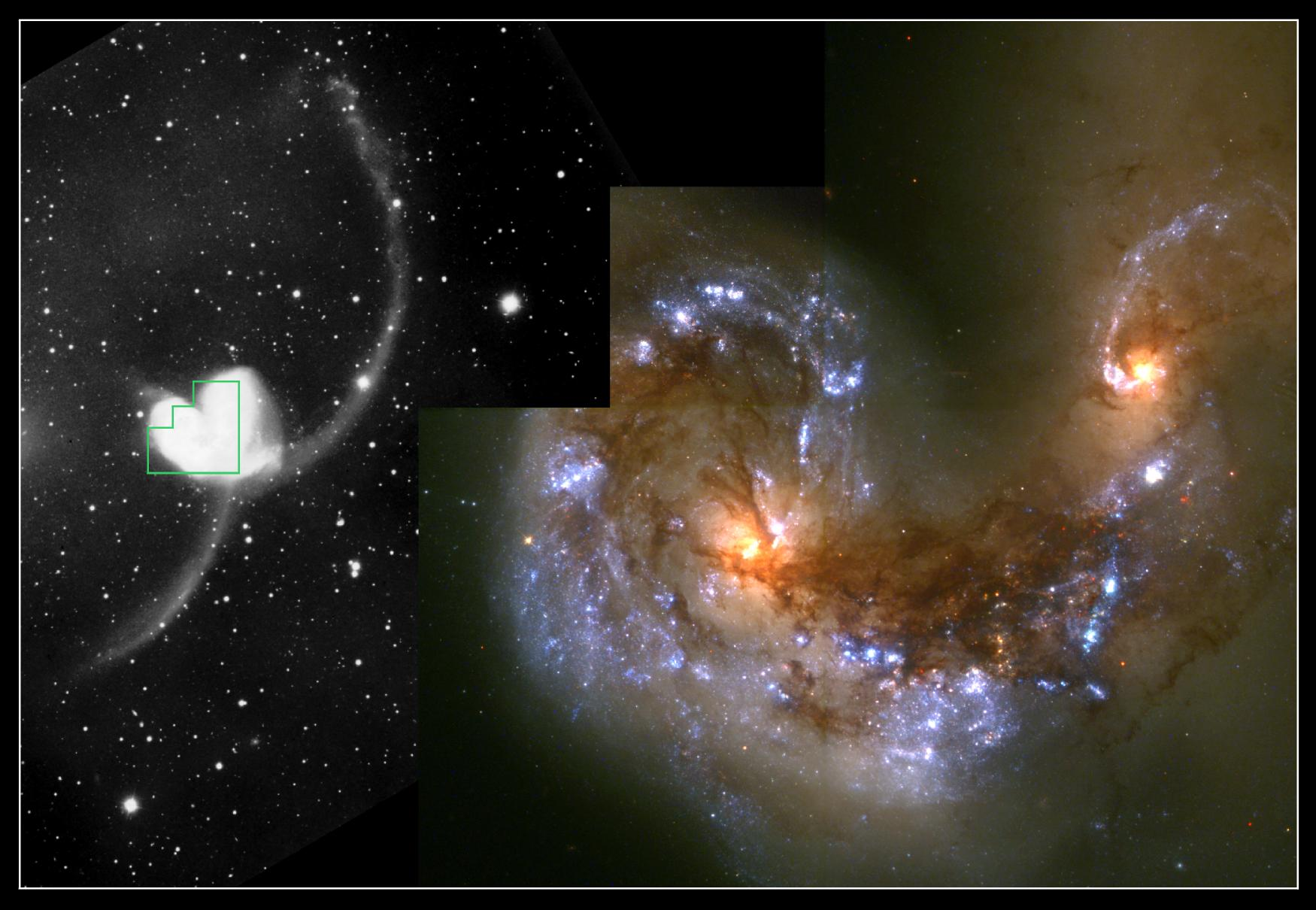
A Csáp-galaxisok (NGC 4038, NGC 4039, Arp 244), két ütköző csillagontó-galaxis. A bal oldalon a két galaxis képe látható, jobbra a galaxismagok, kinagyítva, a Hubble űrtávcső felvételén.

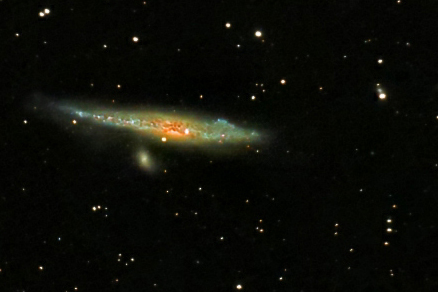
A Bálna-galaxis (NGC 4631), éléről látszó spirálgalaxis, és kísérője, az NGC 4627 elliptikus törpegalaxis (Arp 281)

A Különleges galaxisok atlasza (Atlas of Peculiar Galaxies) csillagászati katalógus, melyet 1966-ban adott ki Halton Arp. Eredetileg a California Institute of Technology kiadásában jelent meg, és 338 különleges, a normálistól eltérő galaxis fényképét tartalmazza, mellyel Arp a galaxisok fejlődésének jobb megértését szerette volna elősegíteni, amely abban az időben még gyerekcipőben járt. Bár osztályozásának rendszere és az általa adott értelmezések egy része már elavult, a galaxisok közötti ütközések szerepe a galaxisok fejlődésének magyarázatában felértékelődött, az ütközéseket nem ritka szerencsétlenségeknek, hanem a galaxisok fejlődésének alapvető eseményeinek tekintjük, így az ezt bemutató atlasz is ismert és elismert.
Az atlasz nem tartalmazza az akkor ismert furcsa galaxisok mindegyikét (ezekből már első kiadása idején is nagyságrendekkel többet ismertek), inkább példagyűjteménynek szánta készítője. Az 1-101-ig terjedő objektumok különleges spirálgalaxisok, 102-145-ig elliptikus galaxisok, 145-268-ig amorf, sem nem spirális, sem nem elliptikus galaxisok vannak (például törpegalaxisok, Seyfert-galaxisok), 269-327-ig kettős, kölcsönható galaxisok, ezután (328-338) az egyik kategóriába sem sorolható objektumok kerültek.

## A galaxisok listája

### Spirálgalaxisok

#### Alacsony felszíni fényességű galaxisok

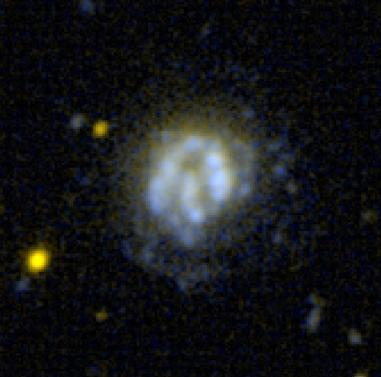
Az NGC 2537 (Arp 6) ultraibolya tartományban készült képe (a GALEX felvétele)

Általában törpegalaxisok vagy gyengén definiált spirálgalaxisok (Sm kategória), melyeknek felszíni fényessége alacsony. Az ilyen galaxisok valójában meglehetősen gyakoriak. Az NGC 2857 kivétel, ez egy Sc típusú spirálgalaxis.
| Arp-szám | Egyéb elnevezés | Megjegyzés              |
| -------- | --------------- | ----------------------- |
| 1        | NGC 2857        | Sc típusú spirálgalaxis |
| 2        | UGC 10310       |                         |
| 3        | Arp 3           |                         |
| 4        | Arp 4           |                         |
| 5        | NGC 3664        |                         |
| 6        | NGC 2537        |                         |

#### Galaxisok szakadozott spirálkarokkal
Ebben a kategóriában spirálgalaxisok vannak, melyeknek spirálkarja két részre vált szét.
| Arp-szám | Egyéb elnevezés | Megjegyzés                               |
| -------- | --------------- | ---------------------------------------- |
| 7        | Arp 7           |                                          |
| 8        | NGC 497         |                                          |
| 9        | NGC 2523        |                                          |
| 10       | UGC 1775        | Magja geometriai középpontján kívül esik |
| 11       | UGC 717         |                                          |
| 12       | NGC 2608        |                                          |

#### Galaxisok különálló részekkel

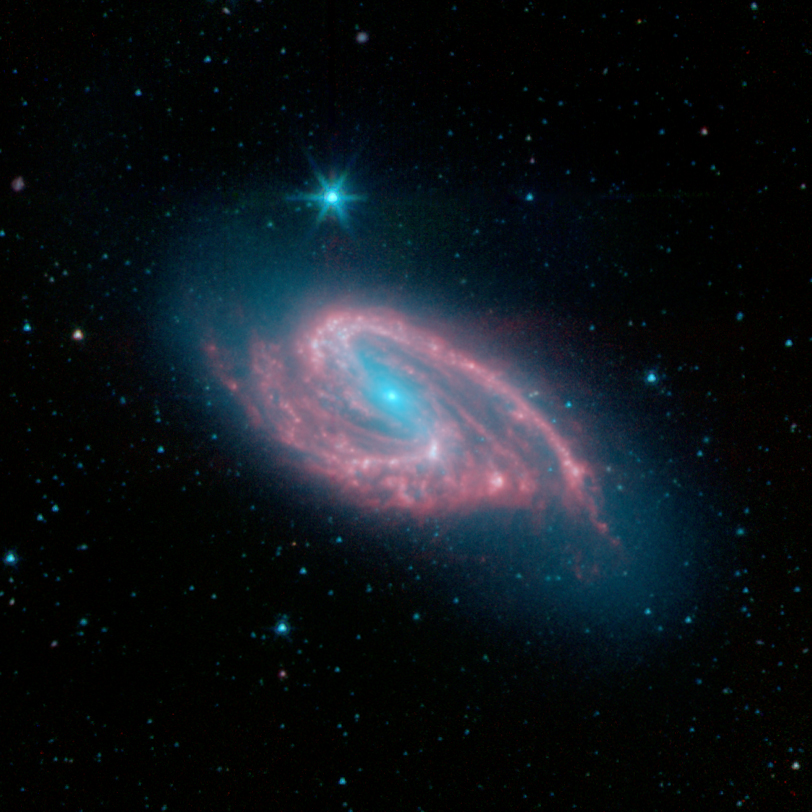
M66 (Arp 16), a Spitzer űrtávcső infravörös képe

Ebben a kategóriában spirálgalaxisok vannak, szakadozottnak tűnő spirálkarokkal. Egyes spirálkarok szakadozott látványát a bennük lévő, fényelnyelő csillagközi porból álló sötét sávok okozzák, más esetekben a halványabb spirálkarokban fényes csillaghalmazok vannak.
| Arp-szám | Egyéb elnevezés | Megjegyzés |
| -------- | --------------- | ---------- |
| 13       | NGC 7448        |            |
| 14       | NGC 7314        |            |
| 15       | NGC 7393        |            |
| 16       | M66             |            |
| 17       | UGC 3972        |            |
| 18       | NGC 4088        |            |

#### Háromkarú spirálgalaxisok
A spirálgalaxisok általában két, határozott körvonalú spirálkart tartalmaznak, vagy csak elmosódott, bolyhos, szálas spirális szerkezetet. A három jól definiált spirálkar ritka.
| Arp.szám | Egyéb név | Megjegyzés |
| -------- | --------- | ---------- |
| 19       | NGC 145   |            |
| 20       | UGC 3014  |            |
| 21       | Arp 21    |            |

#### Egykarú spirálgalaxisok

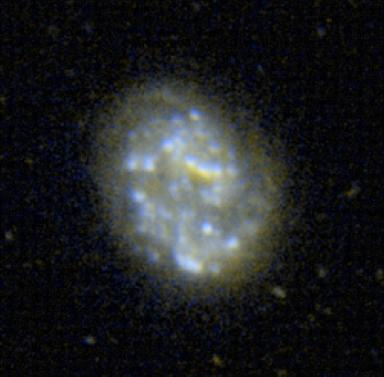
Az NGC 4618 (Arp 23) ultraibolya képe, a GALEX felvétele.

Az egykarú spirálgalaxisok is ritkák, ilyen esetben a spirálkar egy másik galaxissal történő gravitációs kölcsönhatás eredménye lehet.
| Arp-szám | Egyéb név | Megjegyzés                          |
| -------- | --------- | ----------------------------------- |
| 22       | NGC 4027  |                                     |
| 23       | NGC 4618  | Az NGC 4625-tel áll kölcsönhatásban |
| 24       | NGC 3445  |                                     |

#### Spirálgalaxisok egy túlsúlyos karral

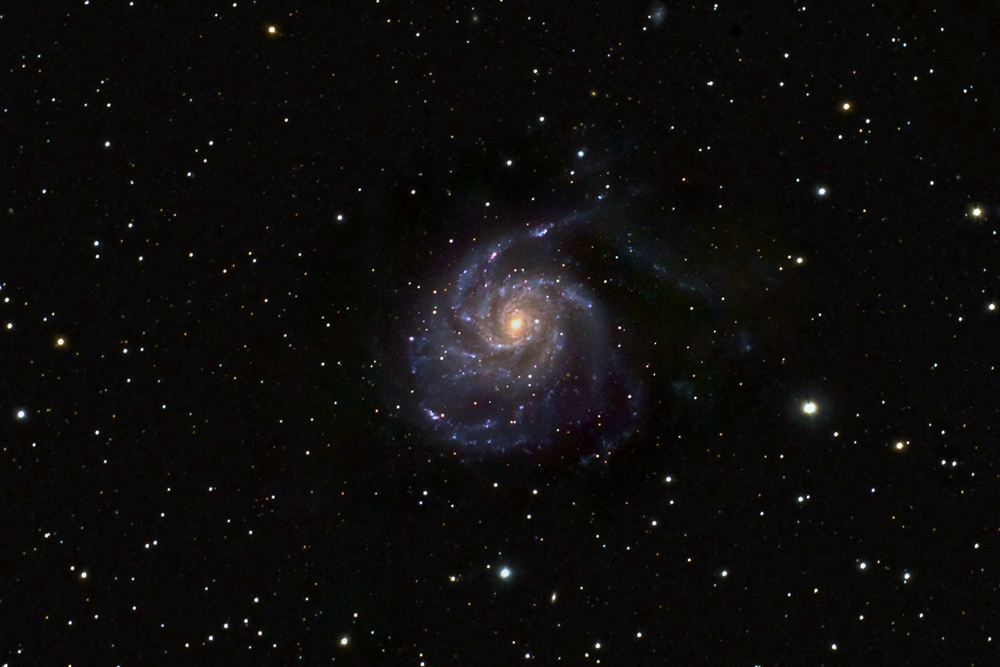
A Messier 101 (Arp 26) spirálgalaxis

Az ilyen galaxisokban a spirálkarok aszimmetrikus megjelenésűek, az egyik kar sokkal fényesebbnek tűnik, mint a másik. Az ilyen galaxisok nagy része egyszerűen aszimmetrikus, de az NGC 6365 kölcsönható galaxispár, melyben az egyik spirálgalaxis éléről látszik, és a másik egyik nagy spirálkarjának tűnik.
| Arp-szám | Egyéb név | Megjegyzés                                       |
| -------- | --------- | ------------------------------------------------ |
| 25       | NGC 2276  |                                                  |
| 26       | M101      | Lapjáról látszó spirálgalaxis öt kísérővel.      |
| 27       | NGC 3631  |                                                  |
| 28       | NGC 7678  |                                                  |
| 29       | NGC 6946  |                                                  |
| 30       | NGC 6365  | Kölcsönható galaxispár, az egyik éléről látszik. |

#### Integráljelre hasonlító spirálgalaxisok
Ezen galaxisoknak elnyújtott S-betűre (vagy integráljelre) hasonlító alakjuk van. Egyesekre egyszerűen csak furcsa szögből látunk rá (például IC 167), más galaxisok kölcsönható rendszerek tagjai (például UGC 10770), és az árapályerők által keltett, spirálkarokhoz hasonlító csóvákra látunk rá.
| Arp-szám | Egyéb név | Megjegyzés |
| -------- | --------- | ---------- |
| 31       | IC 167    |            |
| 32       | UGC 10770 |            |
| 33       | UGC 8613  |            |
| 34       | NGC 4615  |            |
| 35       | UGC 212   |            |
| 36       | UGC 8548  |            |

#### Spirálgalaxisok alacsony felszíni fényességű kísérőkkel

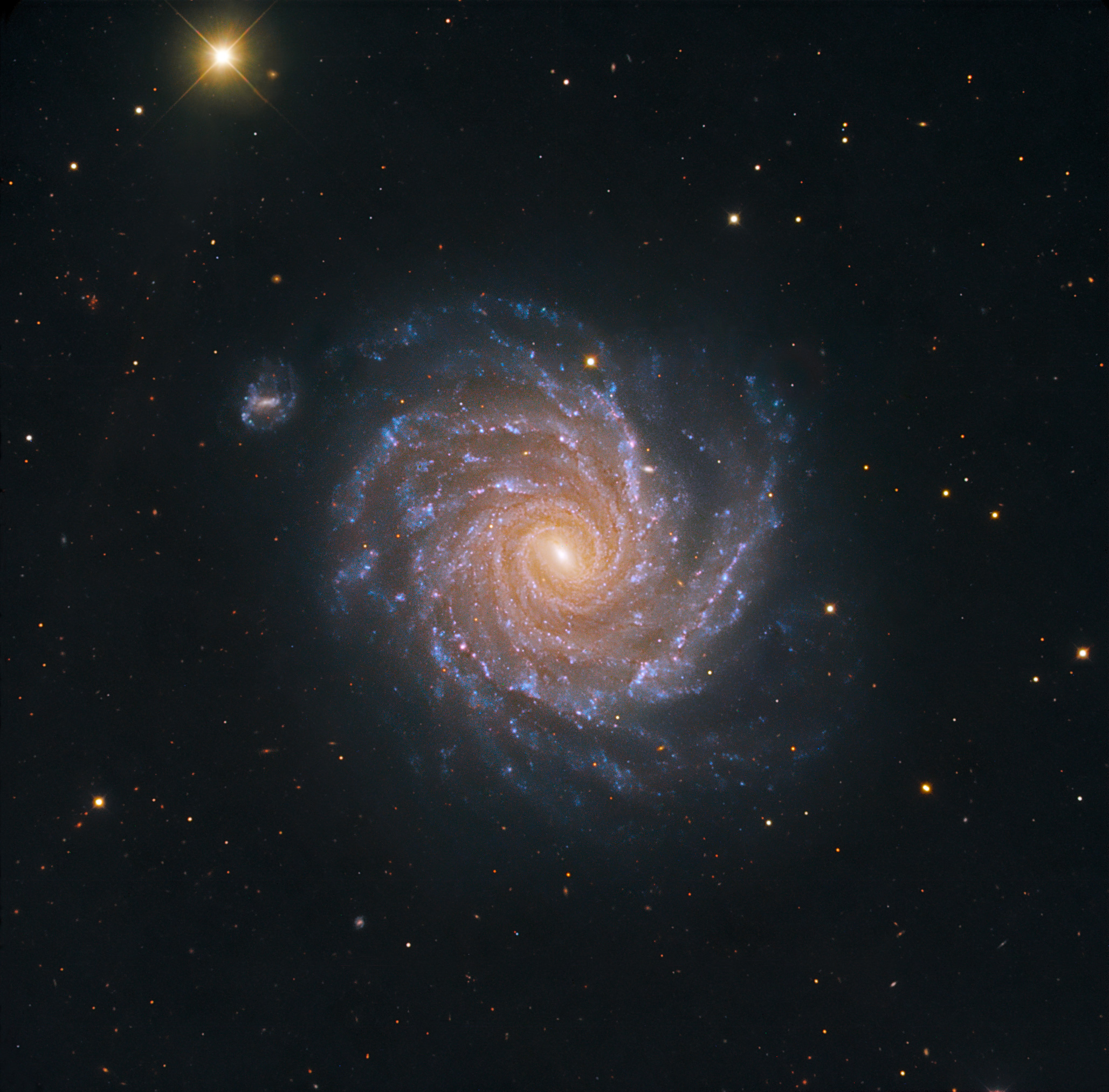
Az NGC 1232 (Arp 41) lapjáról látszó spirálgalaxis fényképe.

Ezen galaxisok között sok kölcsönható rendszer van, de nem mindig lehet egyértelműen eldönteni, hogy a kísérők valóban a galaxis közelében vannak, illetve előtér- vagy háttérobjektumok, esetleg a galaxis fényesebb részei.
| Arp-szám | Egyéb név | Megjegyzés      |
| -------- | --------- | --------------- |
| 37       | M77       |                 |
| 38       | NGC 6412  |                 |
| 39       | NGC 1347  |                 |
| 40       | IC 4271   |                 |
| 41       | NGC 1232  |                 |
| 42       | NGC 5829  |                 |
| 43       | IC 607    |                 |
| 44       | IC 609    |                 |
| 45       | Arp 45    | Hármas rendszer |
| 46       | UGC 12665 |                 |
| 47       | Arp 47    |                 |
| 48       | Arp 48    |                 |

#### Spirálgalaxisok kicsi, de nagy felszíni fényességű kísérőkkel

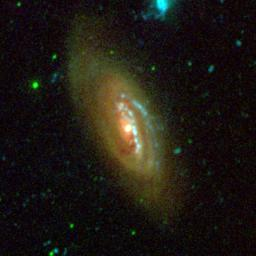
Az M90 (Arp 76) spirálgalaxis, fölötte kísérője, az IC 3583 szabálytalan galaxis.

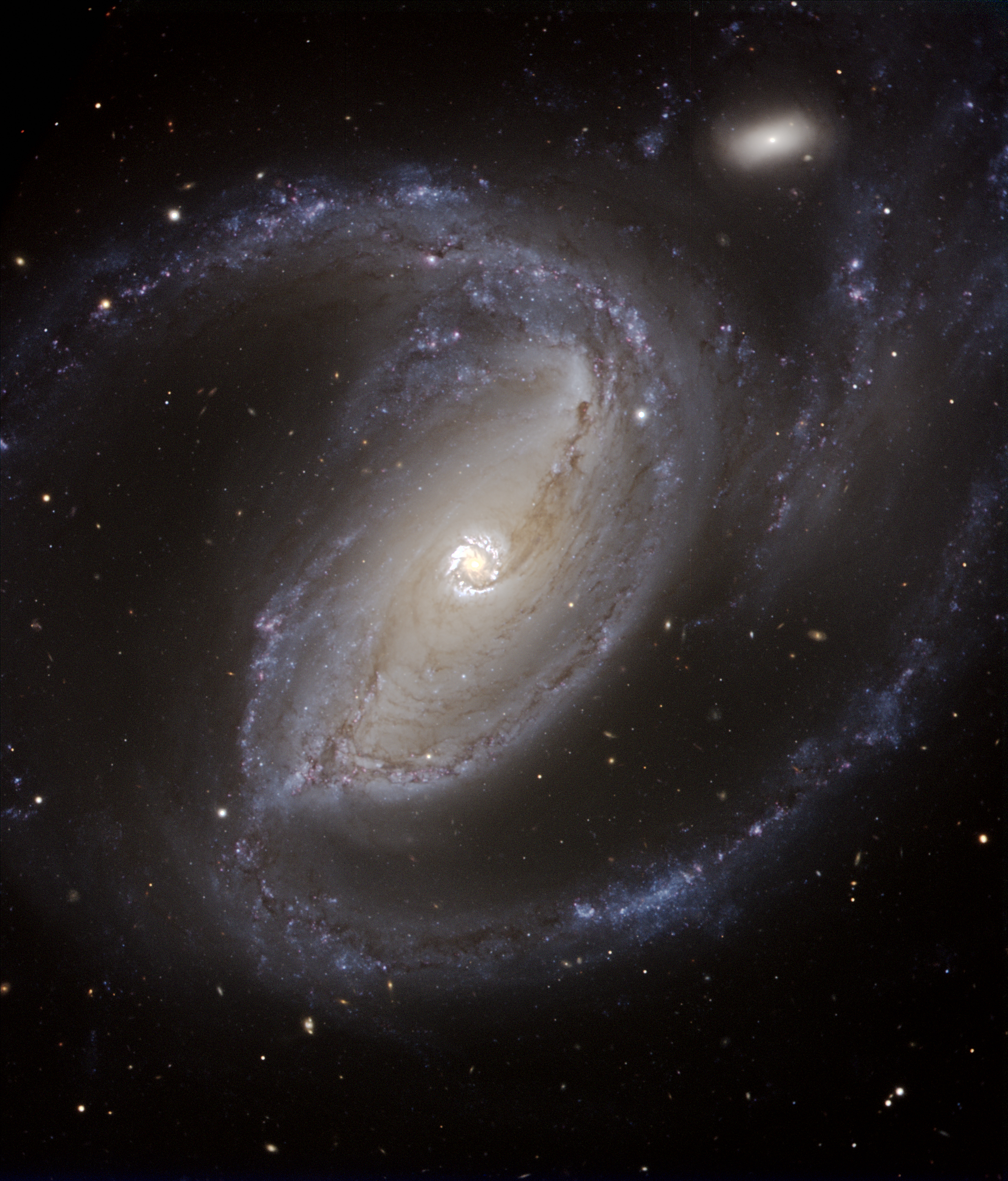
Az NGC 1097 (Arp 77) spirálgalaxis. A VLT felvétele.

Ezen galaxisok egy része szintén kölcsönható rendszerek tagja, más esetekben elő-vagy háttérobjektumok, illetve fényesebb csillaghalmazok a kísérők.
| Arp-szám | Egyéb név          | Megjegyzés |
| -------- | ------------------ | ---------- |
| 49       | NGC 5665           |            |
| 50       | IC 1520            |            |
| 51       | Arp 51             |            |
| 52       | Arp 52             |            |
| 53       | NGC 3290           |            |
| 54       | Arp 54             |            |
| 55       | UGC 4881           |            |
| 56       | UGC 1432           |            |
| 57       | Arp 57             |            |
| 58       | UGC 4457           |            |
| 59       | NGC 341            |            |
| 60       | Arp 60             |            |
| 61       | UGC 3104           |            |
| 62       | UGC 6865           |            |
| 63       | NGC 2944           |            |
| 64       | UGC 9503           |            |
| 65       | NGC 90             |            |
| 66       | UGC 10396          |            |
| 67       | UGC 892            |            |
| 68       | NGC 7757           |            |
| 69       | NGC 5579           |            |
| 70       | UGC 934            |            |
| 71       | NGC 6045           |            |
| 72       | NGC 5994, NGC 5996 |            |
| 73       | IC 1222            |            |
| 74       | Arp 74             |            |
| 75       | NGC 702            |            |
| 76       | M90                |            |
| 77       | NGC 1097           |            |
| 78       | NGC 772            |            |

#### Spirálgalaxisok nagy méretű és felszíni fényességű kísérőkkel

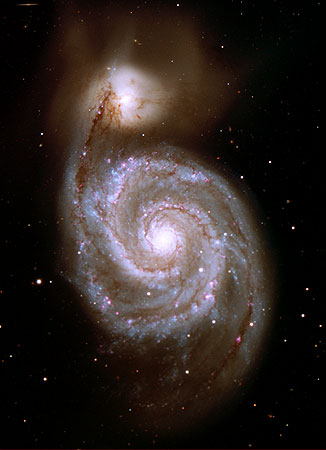
Az Örvény-köd (M51, Arp 85). A rendszer egy nagyobb spirálgalaxist és egy kisebb elliptikus galaxist tartalmaz, kettejük között anyaghíddal. A kölcsönhatás mindkét rendszer alakját megváltoztatta.

Ezen kategória galaxisai egyértelműen kölcsönható rendszerek, a tagok között anyaghidakkal. Legismertebb közülük a Messier 51.
| Arp-szám | Egyéb név                     | Megjegyzés |
| -------- | ----------------------------- | ---------- |
| 79       | NGC 5490C                     |            |
| 80       | NGC 2633                      |            |
| 81       | NGC 6621, UGC 11175, NGC 6622 |            |
| 82       | NGC 2535, NGC 2536            |            |
| 83       | NGC 2799, NGC 3800            |            |
| 84       | NGC 5394, NGC 5395            |            |
| 85       | Az Örvény-köd (M51)           |            |
| 86       | NGC 7752, NGC 7753            |            |
| 87       | NGC 3808A and NGC 3808B       |            |
| 88       | Arp 88                        |            |
| 89       | NGC 2648                      |            |
| 90       | NGC 5929, NGC 5930            |            |
| 91       | NGC 5953, NGC 5954            |            |

#### Spirálgalaxisok elliptikus kísérőkkel
Legtöbbjük nyilvánvalóan kölcsönható rendszer, sokuknál árapály-csóva vagy anyaghíd látható.
| Arp-szám | Egyéb név                    | Megjegyzés      |
| -------- | ---------------------------- | --------------- |
| 92       | NGC 7603                     |                 |
| 93       | NGC 7284, NGC 7285           |                 |
| 94       | NGC 3226, NGC 3227           |                 |
| 95       | IC 4461, IC 4462             |                 |
| 96       | Arp 96                       |                 |
| 97       | UGC 7085A                    |                 |
| 98       | Arp 98                       |                 |
| 99       | NGC 7547, NGC 7549, NGC 7550 | Hármas rendszer |
| 100      | IC 18, IC 19                 |                 |
| 101      | UGC 10164, UGC 10169         |                 |

### Elliptikus, vagy elliptikushoz hasonlító galaxisok

#### Spirálgalaxisokkal összekapcsolt elliptikus galaxisok

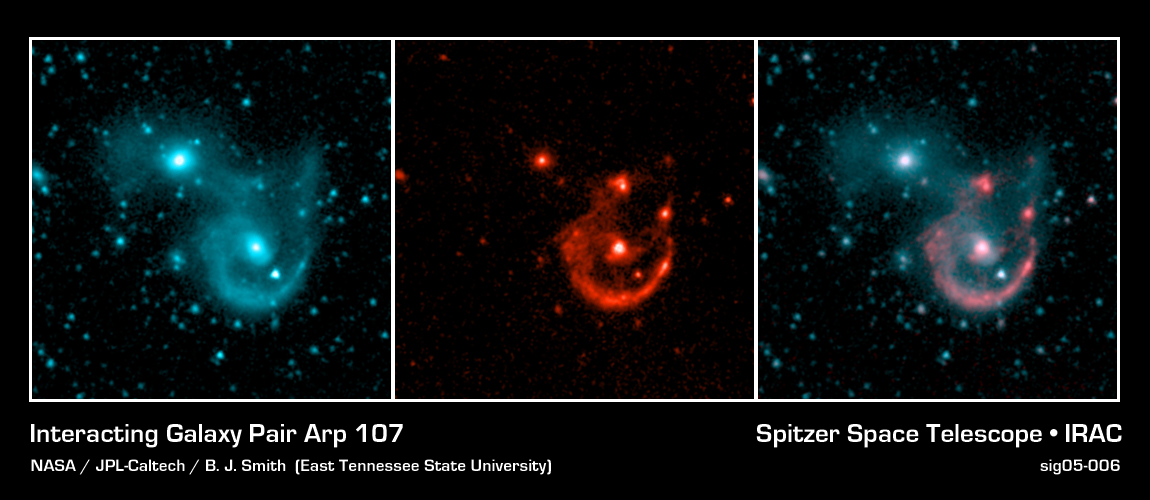
Az Arp 107 (UGC 5984) infravörösben, a Spitzer űrtávcső felvétele

Ezen kategória nagyon hasonló az elliptikus kísérővel rendelkező spirálgalaxisokéhoz. A kategória mindegyik galaxisában vannak árapály-csóvák vagy árapály-anyaghidak, melyek gravitációs kölcsönhatás eredményeképpen jöttek létre.
| Arp-szám | Egyéb név          | Megjegyzés      |
| -------- | ------------------ | --------------- |
| 102      | Arp 102            |                 |
| 103      | UGC 10586          | Hármas rendszer |
| 104      | NGC 5216, NGC 5218 |                 |
| 105      | NGC 3561           |                 |
| 106      | NGC 4211           |                 |
| 107      | UGC 5984           |                 |
| 108      | Arp 108            |                 |

#### Spirálkarokat taszító elliptikus galaxisok
A kategória elnevezése alapján Arp úgy gondolta, hogy az elliptikus galaxisok taszítóerőt fejtenek ki a spirálkarokra ezen objektumok esetében. A legtöbb esetben az ilyen spirálkarok a galaxisok túloldalán vannak, és kimutathatóan gravitációs kölcsönhatás hozta őket létre.
| Arp-szám | Egyéb név          | Megjegyzés     |
| -------- | ------------------ | -------------- |
| 109      | UGC 10053          |                |
| 110      | Arp 110            |                |
| 111      | Arp 111            | Galaxiscsoport |
| 112      | NGC 7805, NGC 7806 |                |

#### Spirálgalaxisokhoz közeli és azokat zavaró elliptikus galaxisok

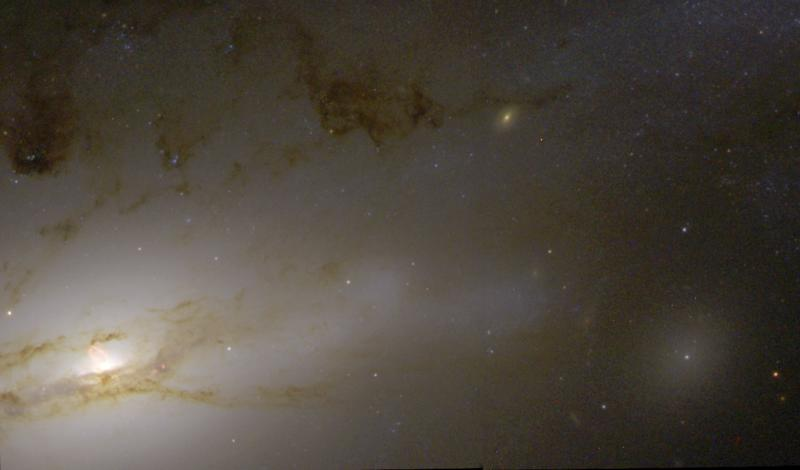
A NGC 4435 és NGC 4438 galaxispáros (Arp 120)

Ebben a kategóriában is főleg kölcsönható galaxisok vannak, a spirálisokat, mint a cím is mutatja, eltorzították kísérőik.
| Arp-szám | Egyéb név            | Megjegyzés                         |
| -------- | -------------------- | ---------------------------------- |
| 113      | NGC 70               | Egy galaxiscsoport része           |
| 114      | NGC 2276, NGC 2300   |                                    |
| 115      | UGC 6678             | Galaxshármas                       |
| 116      | Messier 60, NGC 4647 |                                    |
| 117      | IC 982, IC 983       |                                    |
| 118      | NGC 1141, NGC 1142   |                                    |
| 119      | Arp 119              |                                    |
| 120      | NGC 4435, NGC 4438   |                                    |
| 121      | Arp 121              |                                    |
| 122      | NGC 6040             |                                    |
| 123      | NGC 1888, NGC 1889   |                                    |
| 124      | NGC 6361             |                                    |
| 125      | UGC 10491            |                                    |
| 126      | UGC 1449             |                                    |
| 127      | NGC 191              | Kölcsönható spirális és SO galaxis |
| 128      | UGC 827              |                                    |
| 129      | UGC 5146             |                                    |
| 130      | IC 5378              |                                    |
| 131      | Arp 131              |                                    |
| 132      | Arp 132              |                                    |

#### Galaxisok, közelben lévő töredékekkel
| Arp-szám | Egyéb név  | Megjegyzés |
| -------- | ---------- | ---------- |
| 133      | NGC 541    |            |
| 134      | Messier 49 |            |
| 135      | NGC 1023   |            |
| 136      | NGC 5820   |            |

#### Elliptikus galaxisok, melyekből anyag áramlik ki
Arp elgondolása szerint az ilyen galaxisok magjából anyag áramlik ki, sok képet lehet így magyarázni (a galaxisok magjában lévő szupermasszív fekete lyukakból kiáramló relativisztikus jetekkel). Más esetben az ok más, az NGC 2914 (Arp 137) például egy halvány spirálkarokkal rendelkező spirálgalaxis. Az NGC 4015 (Arp 138) kölcsönható galaxispár, melynek egyik tagjaára éléről látunk rá. Néhány esetben, például a NGC 2444 és a NGC 2445 párosa (Arp 143) esetén gyűrűs galaxist látunk, ebben az esetben az egyik galaxis merőlegesen haladt át a másik galaxiskorongján, és a korongban terjedő lökéshullámok vezettek a gyűrű kialakulásához.
| Arp-szám | Egyéb név                    | Megjegyzés                     |
| -------- | ---------------------------- | ------------------------------ |
| 137      | NGC 2914                     | Spirálgalaxis halvány karokkal |
| 138      | NGC 4015                     | Kölcsönható galaxispár         |
| 139      | Arp 139                      | Kölcsönható galaxispár         |
| 140      | NGC 274, NGC 275             | Kölcsönható galaxispár         |
| 141      | UGC 3730                     | Gyűrűs galaxis                 |
| 142      | NGC 2936, NGC 2937, UGC 5130 | Hármas rendszer                |
| 143      | NGC 2444, NGC 2445           | Gyűrűs galaxis                 |
| 144      | NGC 7828, NGC 7829           | Gyűrűs galaxis                 |
| 145      | UGC 1840                     | Gyűrűs galaxis                 |

### Szabálytalan és egyéb galaxisok
Ebben a kategóriában kaptak helyet azok a galaxisok, amelyeknek sem spirális szerkezete, sem ovális alakja nem volt. A galaxisok nagy része vagy kölcsönható galaxis, vagy két, kisebb galaxis nemrégen lezajlott egyesülésének eredménye. A kölcsönhatás sokféle árapály-jelenséget, árapály-csóvákat és -hidakat hozhat létre, melyek a két galaxismag egyesülése után még jó ideig megmaradnak. Bár az árapály-csóvákat sok néven nevezik (ellen-karok, szálak, hurkok), ugyanarról a jelenségről van szó.

#### Gyűrűs galaxisok

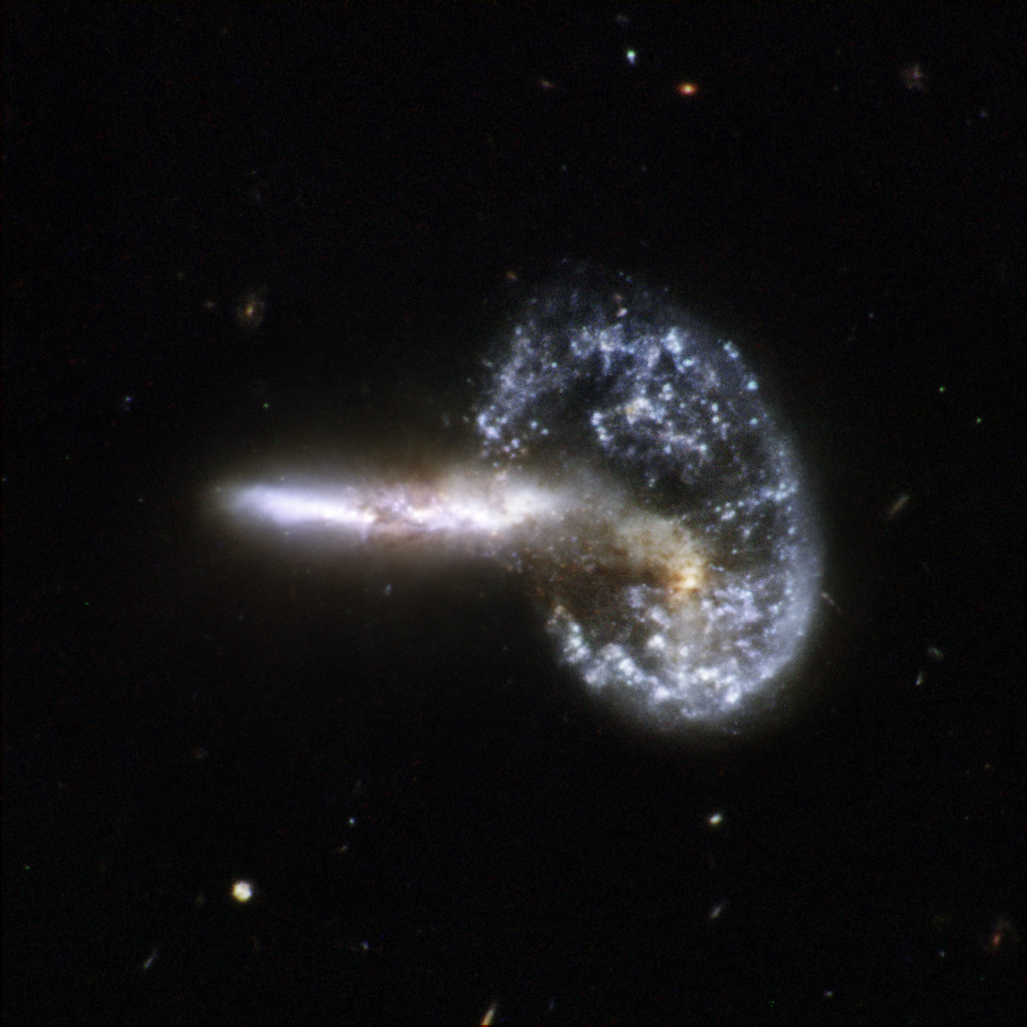
Az Arp 148 kölcsönható galaxispár (Mayall objektuma)

Akkor alakulnak ki, ha egy másik galaxis áthatol a gyűrűs galaxison. A folyamat először anyagot ránt a középpontba, majd a felgyorsult anyag, útját folytatva, kiszóródik.
| Arp-szám | Egyéb név | Megjegyzés       |
| -------- | --------- | ---------------- |
| 146      | Arp 146   |                  |
| 147      | IC 298    |                  |
| 148      | Arp 148   | Mayall objektuma |

#### Galaxisok poláris anyagkifúvással

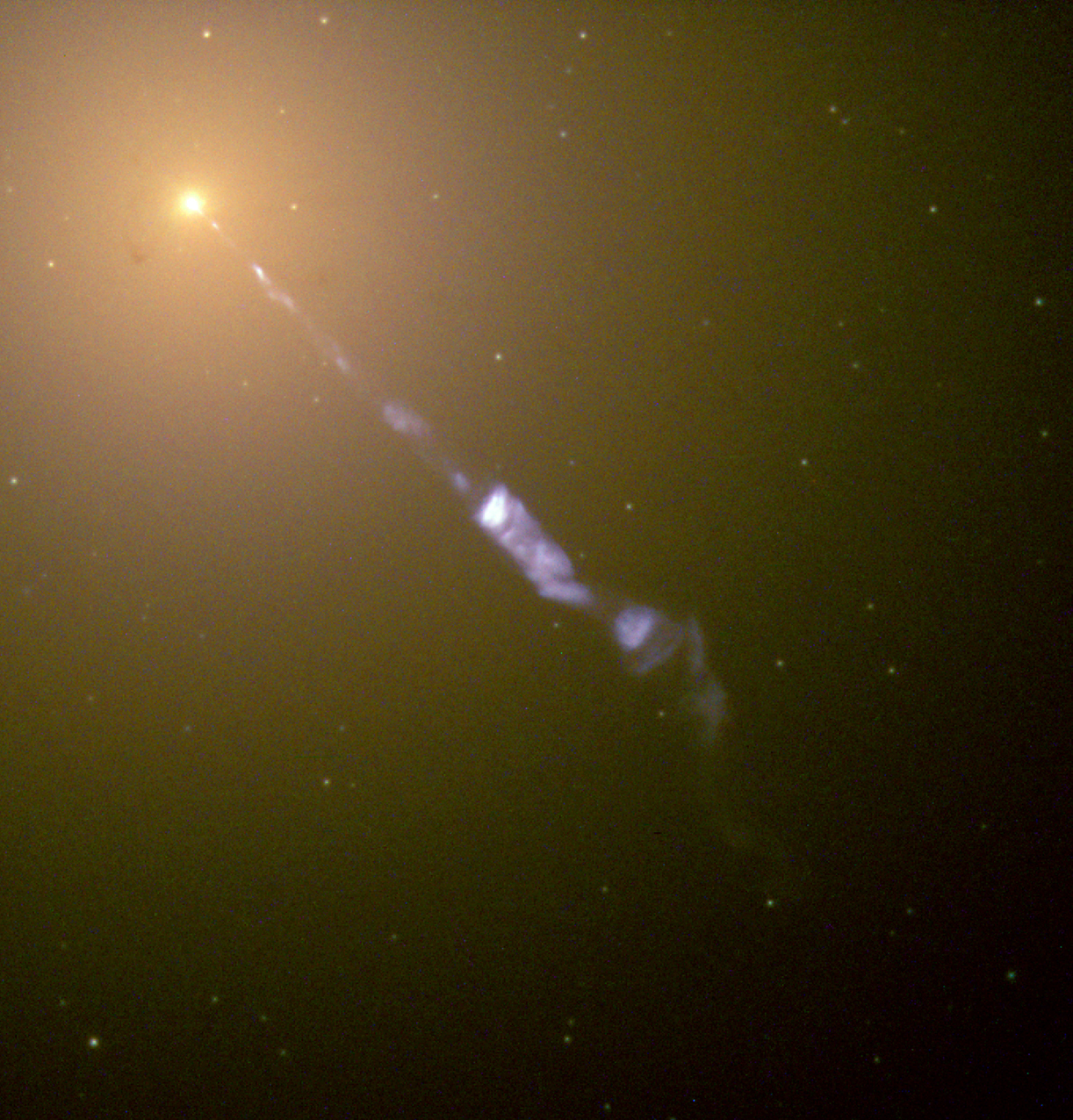
A Messier 87 óriás elliptikus galaxis (Arp 152)

Úgy tűnik, ezen galaxisok anyagot dobnak ki a középpontjukból. Az anyagsugarak hasonlítanak a slagból kifröcskölő vízre. Az IC 803 (Arp 149) és NGC 7609 (Arp 150) esetében a sugarak annak az amorf szerkezetnek a részét képezik, amely a két galaxis ütközésével létrejött. Az Arp 151 és Messier 87 (Arp 152) galaxisokban viszont valódi poláris anyagkifúvás látszik, mely a galaxisok magjában lévő szupermasszív fekete lyuk környezetéből származik.
| Arp-szám | Egyéb név  | Megjegyzés                                      |
| -------- | ---------- | ----------------------------------------------- |
| 149      | IC 803     | Kölcsönható galaxisok                           |
| 150      | NGC 7609   | Kölcsönható galaxisok                           |
| 151      | Arp 151    | Seyfert-galaxis, (Aktív galaxismagot tartalmaz) |
| 152      | Messier 87 | Seyfert-galaxis, (Aktív galaxismagot tartalmaz) |

#### Eltorzult galaxisok, központjukban abszorpcióval

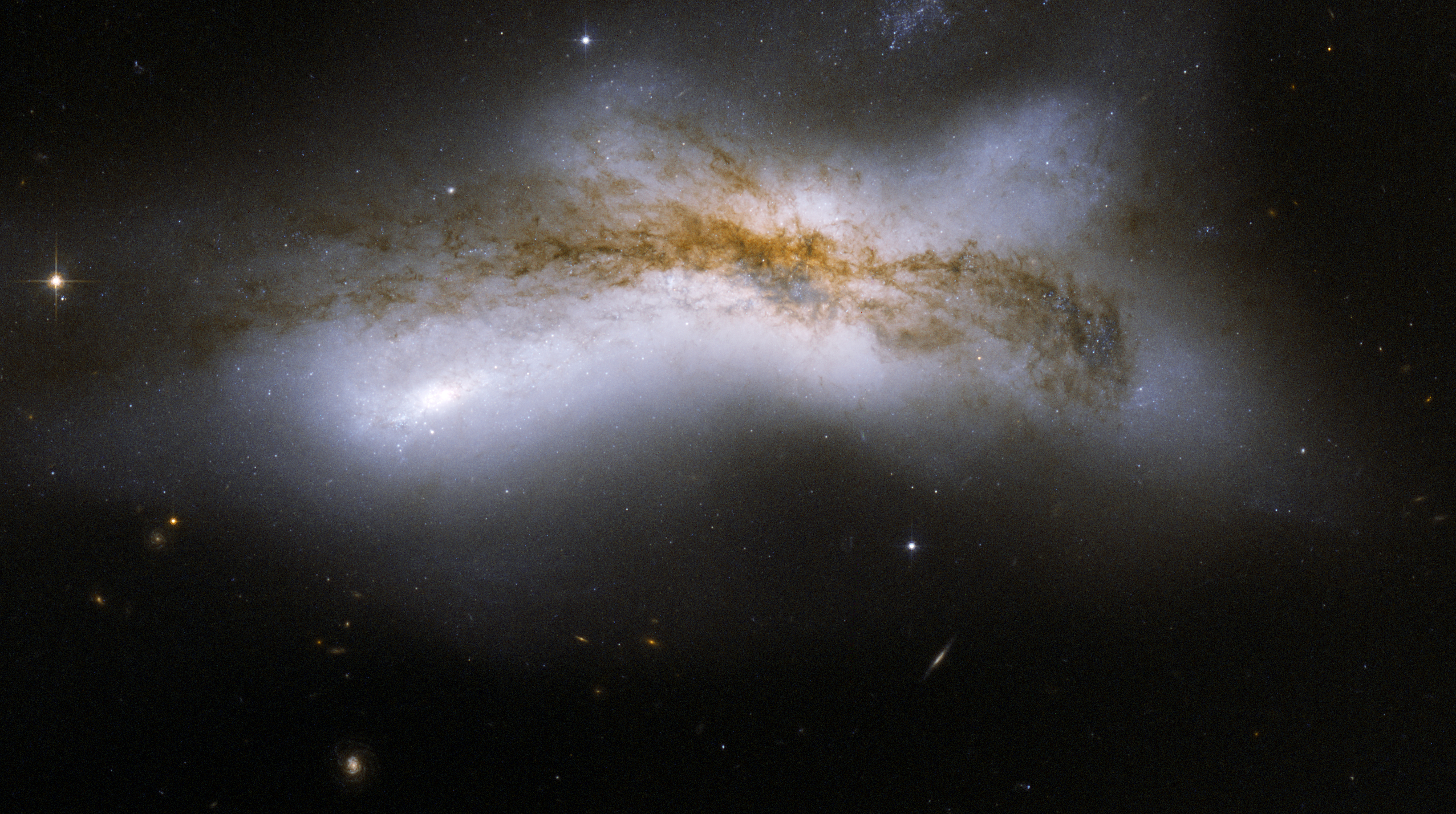
Az NGC 520 (Arp 157) egyesülő galaxispár. A Hubble űrtávcső felvétele

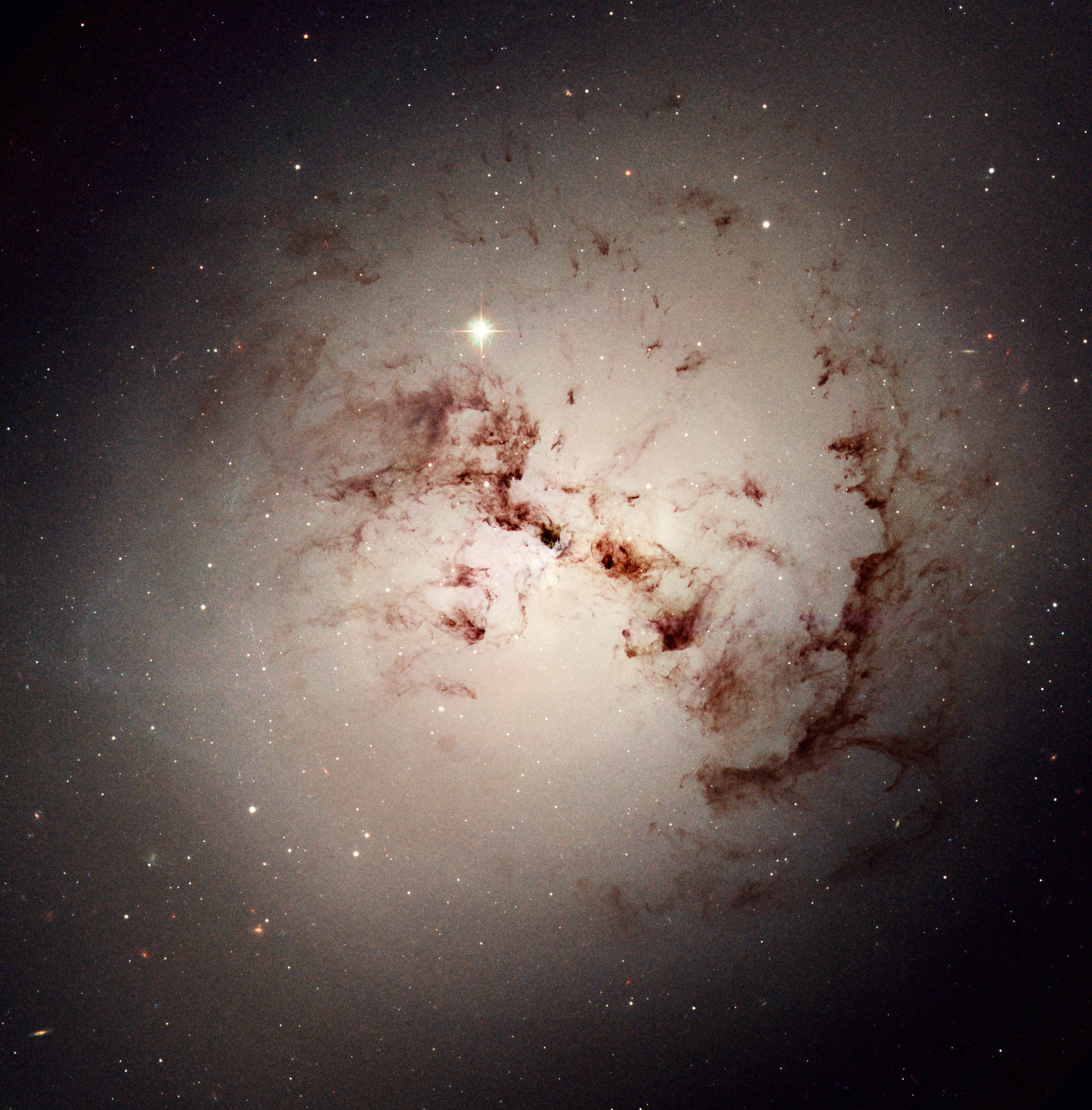
Az NGC 1316 óriás elliptikus galaxis. A Hubble űrtávcső felvétele

Ezen kategória galaxisaira a központi porsáv jellemző, mely eltakarja korongjukat, nagy részük két galaxis egyesülésének eredménye. Az NGC 520 (Arp 157) az egyesülés egyik legszebb példája, a magok kivételével a galaxisok már egyesültek. A Centaurus A (Arp 153) és az NGC 1316 (Arp 154) is elliptikus galaxisok, kinematikájuk és szerkezetük elárulja, hogy nemrégiben egyesülésen mentek keresztül. Az NGC 4747 (Arp 159) nem más, mint egy közönséges, éléről látszó spirálgalaxis, vastag porsávval.
| Arp-szám | Egyéb név   | Megjegyzés                               |
| -------- | ----------- | ---------------------------------------- |
| 153      | Centaurus A | Ismert rádiógalaxis, aktív galaxismaggal |
| 154      | NGC 1316    | Ismert rádiógalaxis, aktív galaxismaggal |
| 155      | Arp 155     |                                          |
| 156      | UGC 5184    |                                          |
| 157      | NGC 520     | Ismert egyesülő galaxispár               |
| 158      | NGC 523     |                                          |
| 159      | NGC 4747    | Spirálgalaxis sötét porsávval            |
| 160      | NGC 4194    |                                          |

#### Galaxisok diffúz anyagszálakkal
Az anyagszálak ezen galaxisokban valószínűleg egyesülésből visszamaradt árapálycsóvák. A galaxisok nagy része két spirálgalaxis egyesüléséből létrejött elliptikus galaxis. Az NGC 3414 (Arp 162) valószínűleg csak szokatlan lentikuláris galaxis, hasához képest szokatlanul kis koronggal. Az NGC 4670 (Arp 163) kék kompakt törpegalaxis nagyon erős csillagkeletkezéssel, nyilvánvalóan túl kicsi ahhoz, hogy két spirálgalaxis ütközésének eredménye legyen, bár valószínűleg hasonló folyamatok eredménye, csak sokkal kisebb léptékben.
| Arp-szám | Egyéb név        | Megjegyzés               |
| -------- | ---------------- | ------------------------ |
| 161      | UGC 6665         |                          |
| 162      | NGC 3414         | Lentikuláris galaxis     |
| 163      | NGC 4670         | Kék kompakt törpegalaxis |
| 164      | NGC 455          |                          |
| 165      | NGC 2418         |                          |
| 166      | NGC 750, NGC 751 |                          |

#### Galaxisok diffúz ellencsóvával
Mindegyikük gravitációsan kölcsönható galaxis, az „ellencsóvák” valójában árapálycsóvák. A Messier 32 (Arp 168), az Androméda-galaxissal kölcsönható törpe elliptikus galaxis is ebben a kategóriában van (bár Arp eredeti fényképén az ellencsóva alig látszik).
| Arp-szám | Egyéb név                     | Megjegyzés                                                        |
| -------- | ----------------------------- | ----------------------------------------------------------------- |
| 167      | NGC 2672, NGC 2673            |                                                                   |
| 168      | Messier 32                    | Törpe elliptikus galaxis, kölcsönhatásban az Androméda-galaxissal |
| 169      | NGC 7236, NGC 7237, NGC 7237C | Galaxistrió                                                       |
| 170      | NGC 7578                      |                                                                   |
| 171      | NGC 5718, IC 1042             |                                                                   |
| 172      | IC 1178, IC 1181              |                                                                   |

#### Galaxisok vékony ellencsóvával
Újabb kategória kölcsönható galaxisokkal és árapálycsóvákkal. Az árapálycsóvák ezen kategória esetében vékonyabbak és jobban láthatóak, mint az Arp 167-172 objektumok esetében.
| Arp-szám | Egyéb név                    | Megjegyzés  |
| -------- | ---------------------------- | ----------- |
| 173      | UGC 9561                     |             |
| 174      | NGC 3068                     |             |
| 175      | IC 3481, IC 3481A, IC 3483   | Galaxistrió |
| 176      | NGC 4933                     | Galaxistrió |
| 177      | Arp 177                      |             |
| 178      | NGC 5613, NGC 5614, NGC 5615 | Galaxistrió |

#### Galaxisok vékony anyagszálakkal

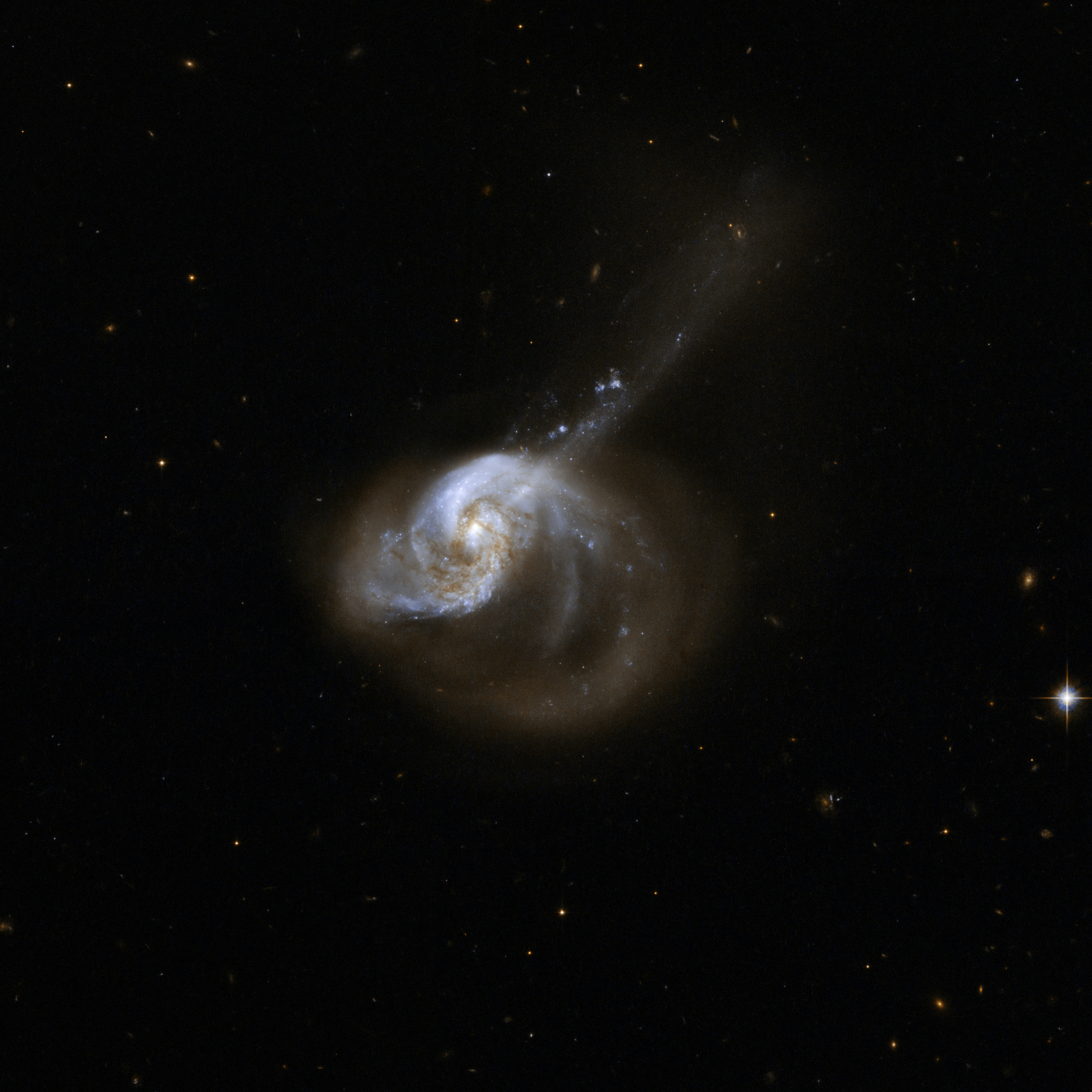
Az NGC 1614 (Arp 186), a Hubble űrtávcső felvétele

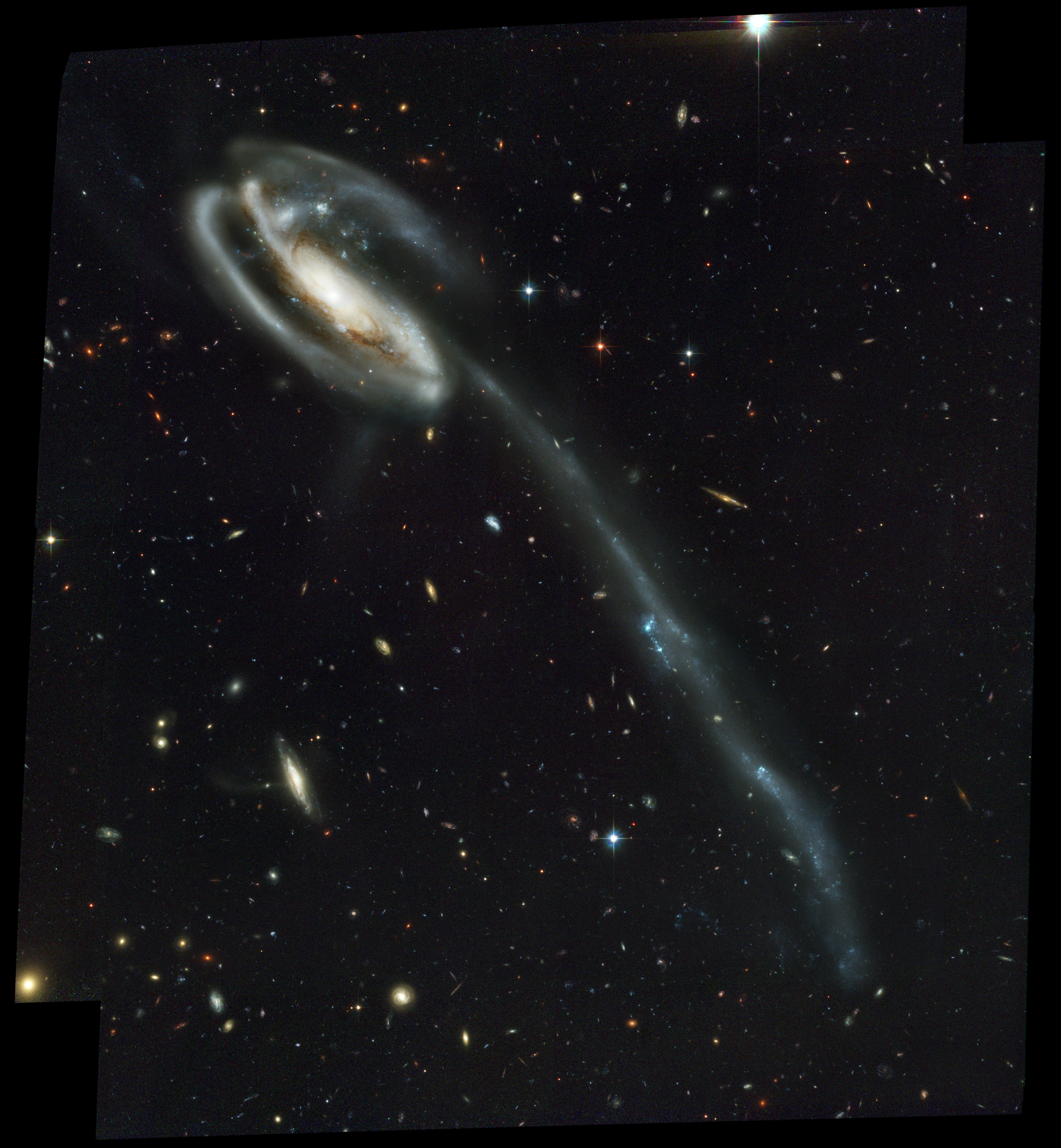
Az Ebihal-galaxis (UGC 10214, Arp 188) a „vékony anyagszál”
árapálycsóva, a képen átlósan látszik

Ezen kategóriában többféle objektum van. Hasonlóan az „ellencsóvával”, vagy „anyagszálakkal” rendelkező galaxisokhoz, ezen kategória galaxisainak egy része kölcsönhatásban vesz részt, és a szálak a kölcsönhatás eredményeként létrejövő árapály-csóvák. Mások egyszerű spirálgalaxisok, halvány spirálkarokkal, melyet Arp anyagszálaknak írnak le.
| Arp-szám | Egyéb név           | Megjegyzés                                        |
| -------- | ------------------- | ------------------------------------------------- |
| 179      | Arp 179             |                                                   |
| 180      | Arp 180             | Kölcsönható galaxispár                            |
| 181      | NGC 3212, NGC 3215  | Kölcsönható galaxispár                            |
| 182      | NGC 7674, NGC 7674A | Kölcsönható galaxispár                            |
| 183      | UGC 8560            | Spirálgalaxis                                     |
| 184      | NGC 1961            | Spirálgalaxis                                     |
| 185      | NGC 6217            | Spirálgalaxis                                     |
| 186      | NGC 1614            | Spirálgalaxis                                     |
| 187      | Arp 187             |                                                   |
| 188      | Ebihal-galaxis      | A közelmúltban kölcsönhatásban részt vevő galaxis |
| 189      | NGC 4651            |                                                   |
| 190      | UGC 2320            |                                                   |
| 191      | UGC 6175            | Kölcsönható galaxispár                            |
| 192      | NGC 3303            | Kölcsönható galaxispár                            |
| 193      | IC 883              | Egyesülés eredménye                               |

#### Galaxisok a galaxismagból kidobott anyaggal

Az Arp 194 kölcsönható galaxispár. A harmadik, a kép alján látszó galaxis a valóságban távolabb van, nem része a rendszernek

Ezen galaxisokban a kidobott anyag a valóságban gravitációs kölcsönhatás eredményeként jött létre. Néhány esetben (mint az NGC 5544 és NGC 5545 az Arp 199-ben) egyszerűen élükről látszó spirálgalaxisokról van szó, melyek véletlenül egy vonalban látszanak egy másik galaxis magjával.
Szinte az összes többi galaxis kölcsönhatásban vesz részt vagy vett részt a közelmúltban. Az NGC 3712 (Arp 203) kivétel, ez egyszerűen alacsony felszíni fényességű galaxis.
| Arp-szám | Egyéb név           | Megjegyzés                                                        |
| -------- | ------------------- | ----------------------------------------------------------------- |
| 194      | UGC 6945            | Kölcsönható galaxispár                                            |
| 195      | UGC 4653            | Kölcsönható galaxishármas                                         |
| 196      | Arp 196             | Kölcsönható galaxispár                                            |
| 197      | UGC 6503, IC 701    | Kölcsönható galaxispár                                            |
| 198      | UGC 6073            | Kölcsönható galaxispár                                            |
| 199      | NGC 5544, NGC 5545  | Kölcsönható galaxispár                                            |
| 200      | NGC 1134            | Alacsony felszíni fényességű galaxissal kölcsönható spirálgalaxis |
| 201      | UGC 224             | Kölcsönható galaxispár                                            |
| 202      | NGC 2719, NGC 2719A | Kölcsönható galaxispár                                            |
| 203      | NGC 3712            | Alacsony felszíni fényességű spirálgalaxis                        |
| 204      | UGC 8454            | Kölcsönható galaxispár                                            |
| 205      | NGC 3448            | Egyesülés eredménye                                               |
| 206      | UGC 5983, NGC 3432  | Kölcsönható galaxispár                                            |
| 207      | UGC 5050            | Törpegalaxissal kölcsönható spirálgalaxis                         |
| 208      | Arp 208             | Kölcsönható galaxispár                                            |

#### Galaxisok diffúz szabálytalanságokkal, abszorpcióval és egyenetlenségekkel

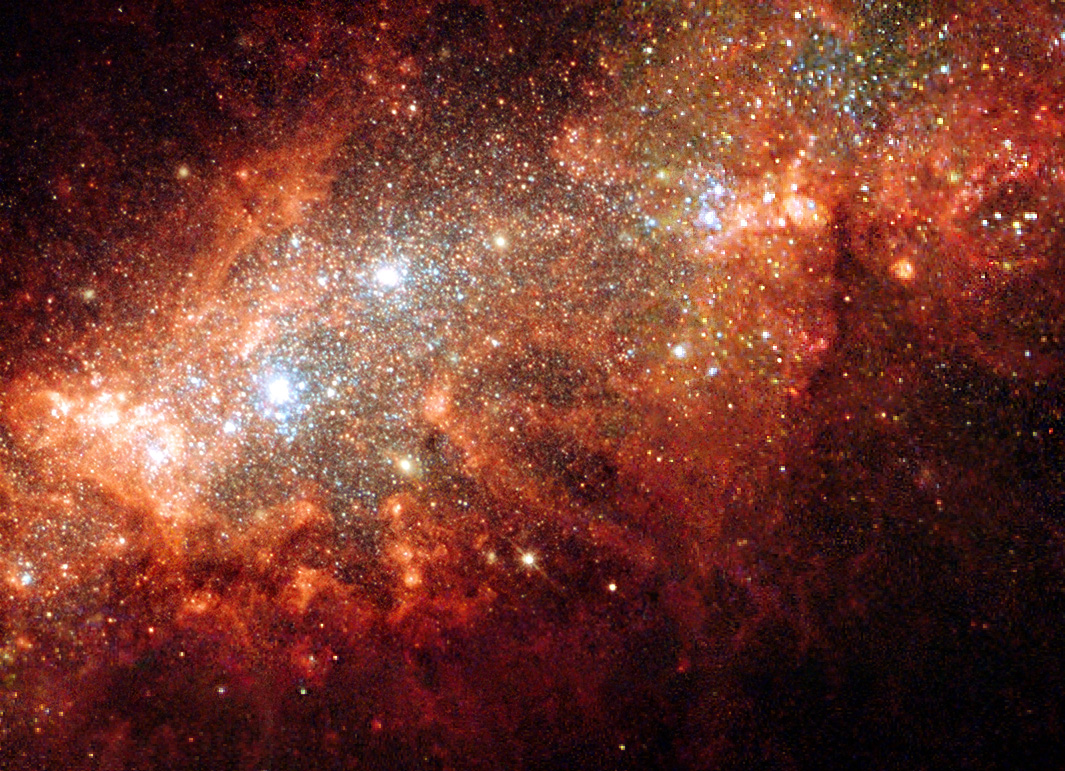
Viharos csillagkeletkezés az NGC 1569 központi vidékén. A Hubble űrtávcső felvétele

A kategória galaxisaiban vagy szabálytalan struktúrák (szabálytalanságok), vagy feltűnő porsávok (abszorpció), vagy szemcsés szerkezet (egyenetlenségek) figyelhető meg. Ezt okozhatja más galaxisokkal történő kölcsönhatás, közeli szabálytalan galaxisok, illetve vannak köztük spirálgalaxisok szokatlanul nagy portartalommal.
| Arp-szám | Egyéb név | Megjegyzés                 |
| -------- | --------- | -------------------------- |
| 209      | NGC 6052  | Kölcsönható galaxispár     |
| 210      | NGC 1569  | Törpegalaxis               |
| 211      | UGCA 290  | Kölcsönható törpegalaxisok |
| 212      | NGC 7625  | Pekuliáris spirálgalaxis   |
| 213      | IC 356    | Pekuliáris spirálgalaxis   |
| 214      | NGC 3718  | Pekuliáris spirálgalaxis   |

#### Galaxisok közeli anyaghurkokkal

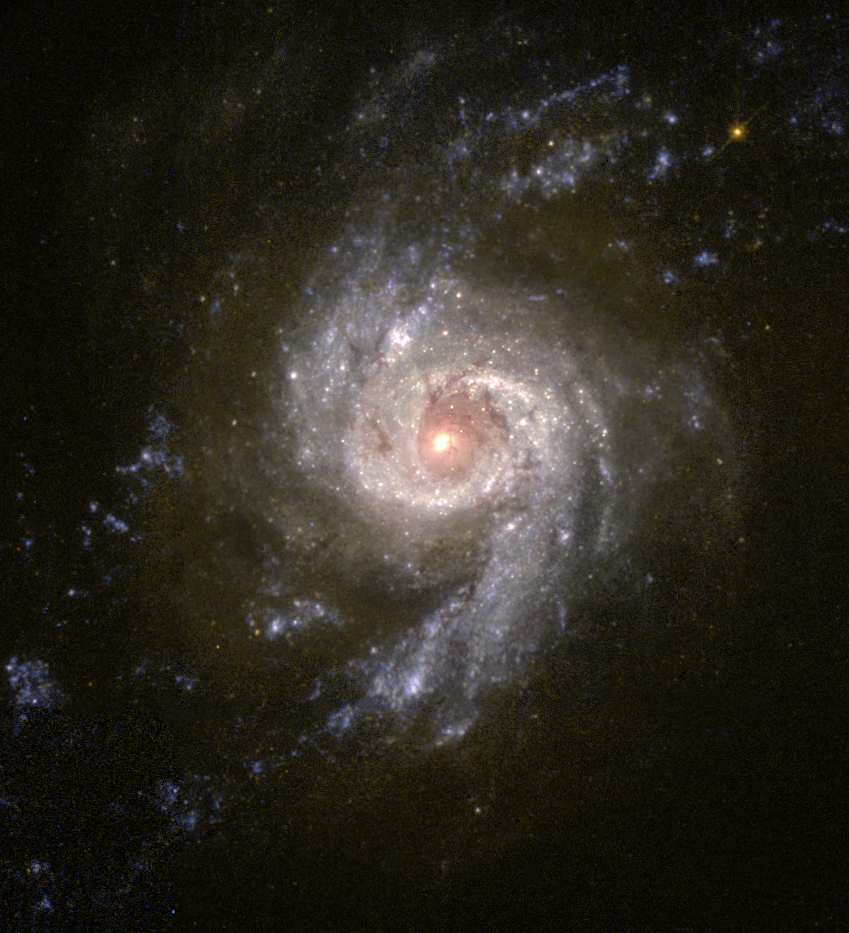
Az NGC 3310 (Arp 217) közeli spirális csillagontó-galaxis. A Hubble űrtávcső felvétele

Ezen kategóriát is a galaxisok közötti kölcsönhatások által létrehozott struktúrák hozták létre. Néhányuk már az egyesülés késői fázisában van, a közeli anyaghurkok az egyesülés maradványai. A kategória egyik tagja, az Arp 220, az egyik legjobban tanulmányozott ultrafényes infravörös galaxis.
| Arp-szám | Egyéb név          | Megjegyzés                                                    |
| -------- | ------------------ | ------------------------------------------------------------- |
| 215      | NGC 2782           | Pekuliáris spirálgalaxis                                      |
| 216      | NGC 7679, NGC 7682 | Kölcsönható galaxispár                                        |
| 217      | NGC 3310           | Híres közeli csillagontó-galaxis; egyesülés utáni galaxis     |
| 218      | Arp 218            | Kölcsönható galaxispár                                        |
| 219      | UGC 2812           | Egyesülő galaxis                                              |
| 220      | Arp 220            | Egyesülés utáni galaxis; híres ultrafényes infravörös galaxis |

#### Galaxisok amorf spirálkarokkal

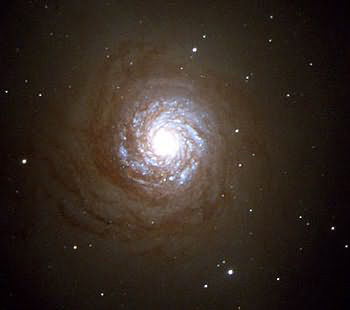
Az NGC 7252 spirálgalaxis (Arp 226)

Ezen objektumok nagy része egyesülés utáni galaxis. Az amorf spirálkarok az egyesülés után megmaradó árapály-csóvák.
| Arp-szám | Egyéb név | Megjegyzés                                                                  |
| -------- | --------- | --------------------------------------------------------------------------- |
| 221      | Arp 221   | Kölcsönható galaxishármas                                                   |
| 222      | NGC 7727  | Egyesülés utáni galaxis                                                     |
| 223      | NGC 7585  | Különböző tömegű galaxisok nemrégiben bekövetkezett egyesülésének eredménye |
| 224      | NGC 3921  | Egyesülés utáni galaxis                                                     |
| 225      | NGC 2655  | Különböző tömegű galaxisok nemrégiben bekövetkezett egyesülésének eredménye |
| 226      | NGC 7252  | Egyesülés utáni galaxis                                                     |

#### Galaxisok koncentrikus gyűrűkkel
Galaxisok kagylóhéj-szerű struktúrákkal. Némelyik ilyen szerkezetet nemrégiben bekövetkezett egyesülés maradványaként azonosítottak. Más esetekben a gyűrű egy lentikuláris galaxis külső korongját alkotja. Néhány bonyolult esetben a gyűrűs vagy héjas galaxis egy lentikuláris galaxis egy másik galaxissal van kölcsönhatásban, ilyen esetekben a gyűrűk eredetét nehéz meghatározni.
| Arp-szám | Egyéb név        | Megjegyzés                                                              |
| -------- | ---------------- | ----------------------------------------------------------------------- |
| 227      | NGC 470, NGC 474 | Lentikuláris és egy másik galaxis kölcsönható párja                     |
| 228      | IC 162           | Lentikuláris galaxis                                                    |
| 229      | NGC 507, NGC 508 | Pekuliáris lentikuláris galaxis és elliptikus galaxis kölcsönható párja |
| 230      | IC 51            | Pekuliáris lentikuláris galaxis; valószínűleg egyesülés hozta létre     |
| 231      | IC 1575          |                                                                         |
| 232      | NGC 2911         | Pekuliáris lentikuláris galaxis                                         |

#### Galaxisok a hasadásra utaló jelekkel

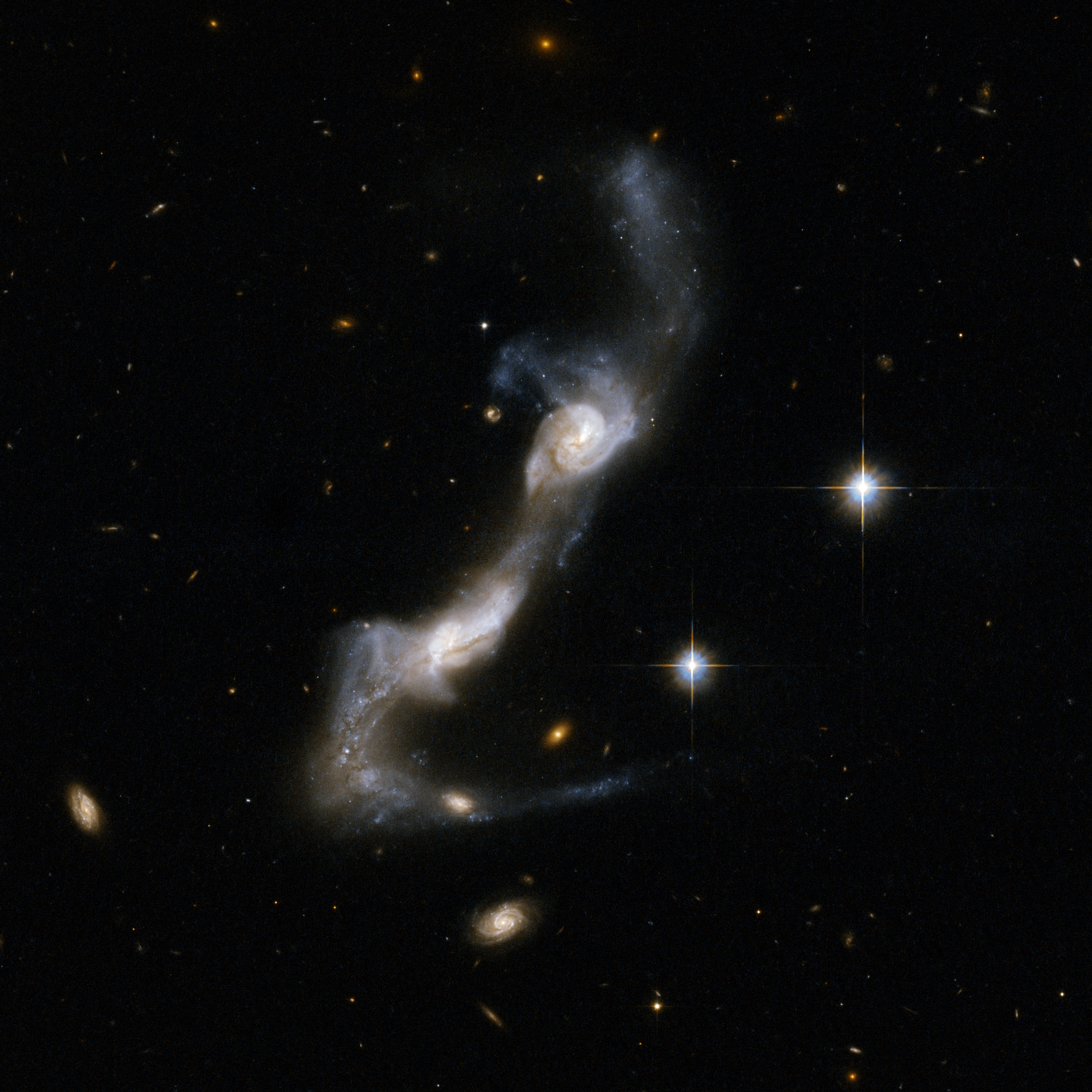
Az UGC 8335 kölcsönható galaxispár (Arp 238). A Hubble űrtávcső felvétele

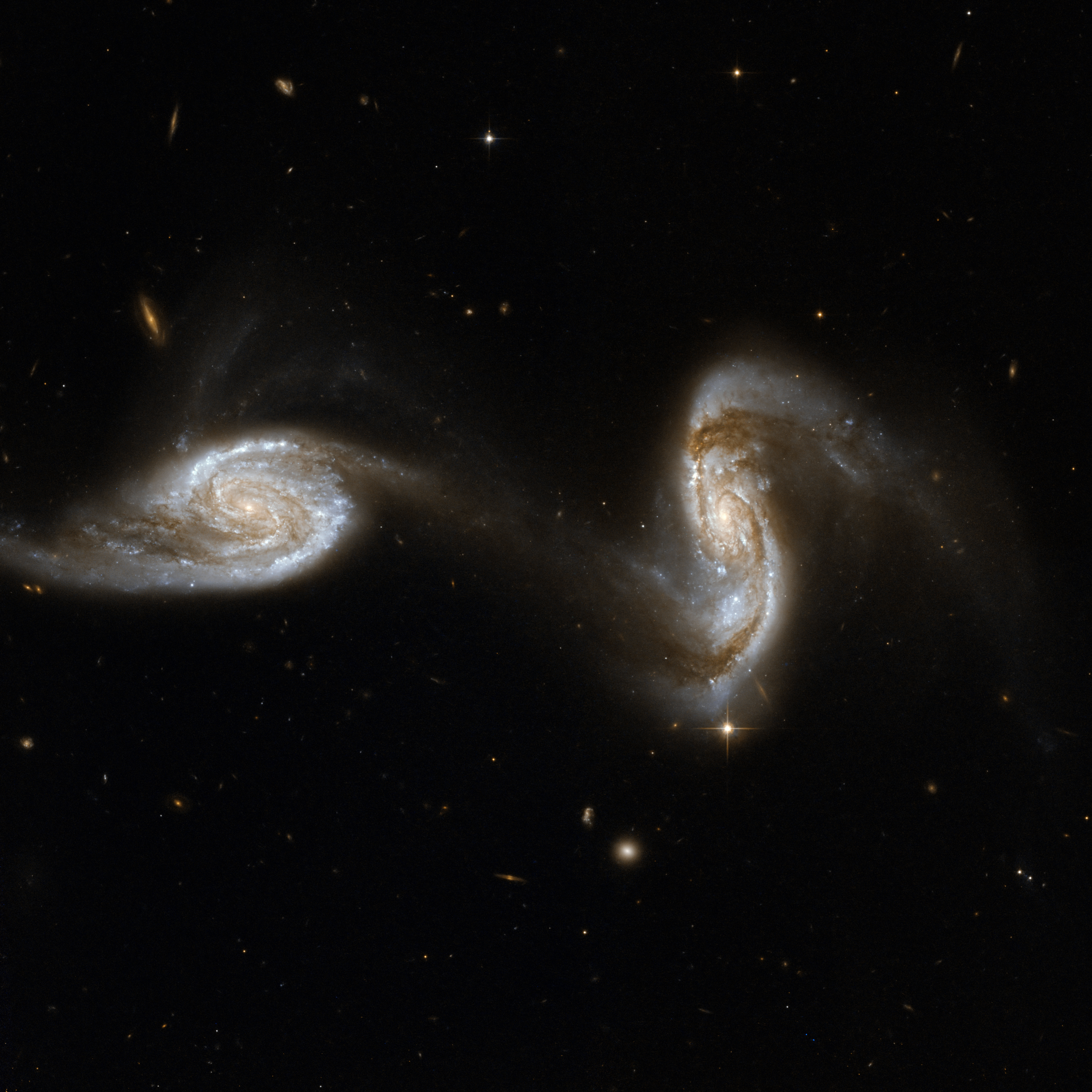
Az NGC 5257-NGC 5258 kölcsönható galaxispár (Arp 240). A Hubble űrtávcső felvétele

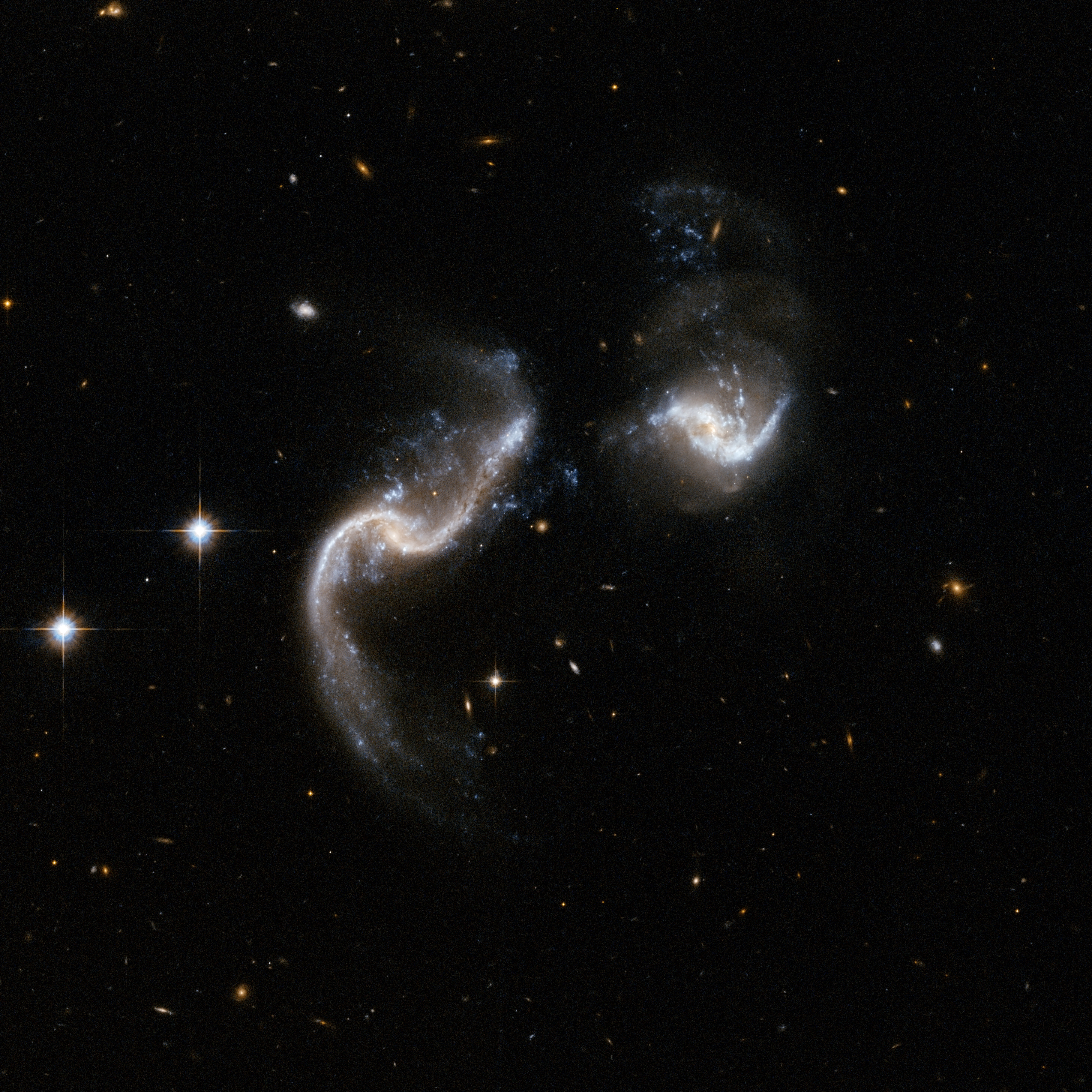
Az Arp 256, és két spirálgalaxis az egyesülés korai szakaszában. A Hubble űrtávcső felvétele

Bár a kategória eredeti neve azt sugallja, hogy ezek a galaxisok éppen kettéhasadófélben vannak, a valóságban többségük egyesül. Sokukat árapálycsóvák és anyaghidak kötik össze az egyesülés következményeként. Legtöbbjük az egyesülés korai fázisában van, még megkülönböztethető maggal és megkülönböztethető, bár eltorzult koronggal. A kategória legismertebb tagjai a Csáp-galaxisok (NGC 4038 és NGC 4039, Arp 244) és az Egér-galaxisok (NGC 4676, Arp 242).
Nem mindegyik galaxis kölcsönható, van köztük néhány közeli, szokatlan külsejű szabálytalan galaxis is.
| Arp-szám | Egyéb név                           | Megjegyzés                |
| -------- | ----------------------------------- | ------------------------- |
| 233      | UGC 5720                            | Törpegalaxis              |
| 234      | NGC 3738                            | Törpegalaxis              |
| 235      | NGC 14                              | Törpegalaxis              |
| 236      | IC 1623                             | Kölcsönható galaxispár    |
| 237      | UGC 5044                            | Kölcsönható galaxispár    |
| 238      | UGC 8335                            | Kölcsönható galaxispár    |
| 239      | NGC 5278, NGC 5279                  | Kölcsönható galaxispár    |
| 240      | NGC 5257, NGC 5258                  | Kölcsönható galaxispár    |
| 241      | UGC 9425                            | Kölcsönható galaxispár    |
| 242      | Egér-galaxisok (NGC 4676)           | Kölcsönható galaxispár    |
| 243      | NGC 2623                            | Kölcsönható galaxishármas |
| 244      | Csáp-galaxisok (NGC 4038, NGC 4039) | Kölcsönható galaxispár    |
| 245      | NGC 2992, NGC 2993                  | Kölcsönható galaxispár    |
| 246      | NGC 7837, NGC 7838                  | Kölcsönható galaxispár    |
| 247      | UGC 4383                            | Kölcsönható galaxispár    |
| 248      | Arp 248                             | Kölcsönható galaxishármas |
| 249      | UGC 12891                           | Kölcsönható galaxispár    |
| 250      | Arp 250                             |                           |
| 251      | Arp 251                             | Kölcsönható galaxishármas |
| 252      | Arp 252                             | Kölcsönható galaxispár    |
| 253      | UGCA 173, UGCA 174                  | Kölcsönható galaxispár    |
| 254      | NGC 5917                            | Pekuliáris spirálgalaxis  |
| 255      | UGC 5304                            | Kölcsönható galaxispár    |
| 256      | Arp 256                             | Kölcsönható galaxispár    |

#### Galaxisok szabálytalan csomókkal

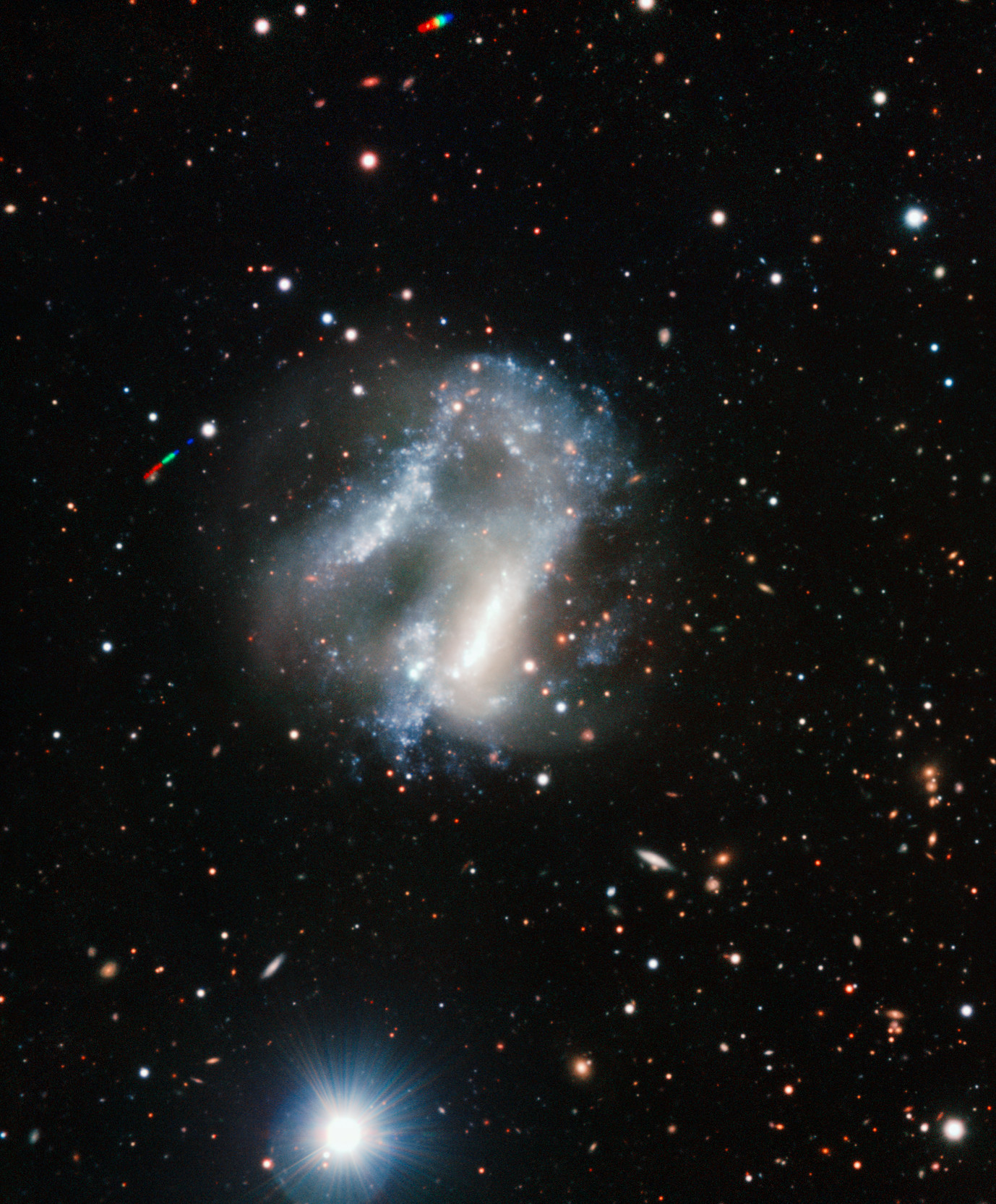
Az Arp 261 jelű kölcsönható galaxispár. Az ESO VLT felvétele

Az ilyen galaxisok szabálytalan csomókból álló csoportoknak tűnnek, látható szerkezet nélkül. Sokuk közeli törpegalaxis. Néhányuk kölcsönható galaxis, míg mások kisebb galaxiscsoportok. Az utóbbi két esetben az alkotók nagy része szabálytalan galaxis, melyek együttesen egy nagyobb, szabálytalan galaxisnak látszhatnak, ez az oka, hogy más katalógusokhoz hasonlóan a Különleges galaxisok atlasza egy objektumként katalogizálta őket.
| Arp-szám | Egyéb név   | Megjegyzés             |
| -------- | ----------- | ---------------------- |
| 257      | UGC 4836    | Kölcsönható galaxispár |
| 258      | UGC 2140    | Galaxiscsoport         |
| 259      | NGC 1741    | Galaxiscsoport         |
| 260      | UGC 7230    | Kölcsönható galaxispár |
| 261      | Arp 261     | Galaxiscsoport         |
| 262      | Arp 262     | Kölcsönható galaxispár |
| 263      | NGC 3239    | Törpegalaxis           |
| 264      | NGC 3104    | Törpegalaxis           |
| 265      | IC 3862     | Kölcsönható galaxispár |
| 266      | NGC 4861    | Törpegalaxis           |
| 267      | UGC 5746    | Törpegalaxis           |
| 268      | Holmberg II | Törpegalaxis           |

### Kettős és többszörös galaxisok
Bár Arp ezeket kettős galaxisokként katalogizálta, sokuk többszörös rendszer. Néhányuk kölcsönható galaxispár, mások galaxiscsoportok. Kettejük közt az a különbség, hogy a kölcsönható galaxisok eltorzítják egymás alakját, míg a galaxiscsoportok tagjai, bár gravitációsan kötődnek egymáshoz, nincsenek egymással szoros kölcsönhatásban.

#### Galaxisok összekapcsolódó spirálkarokkal

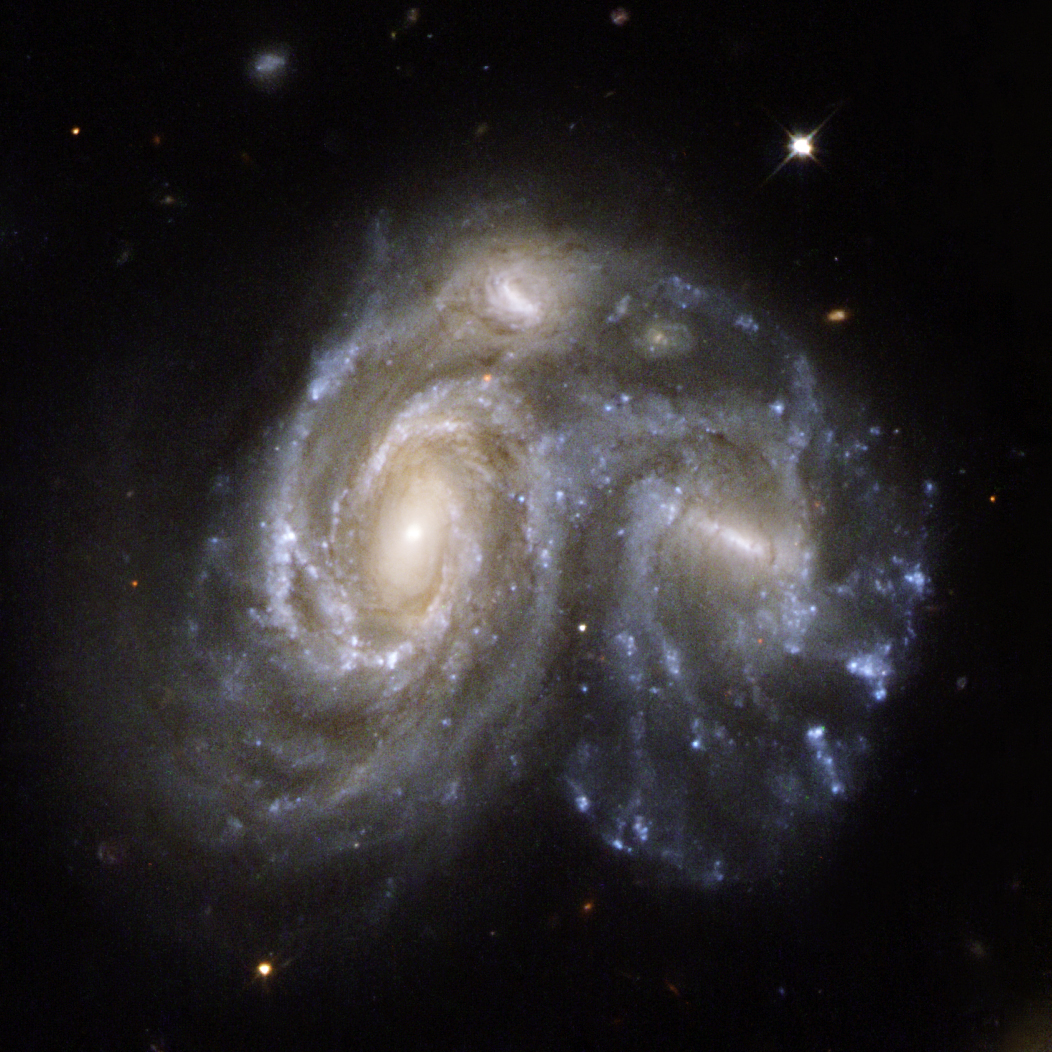
Az NGC 6050 és az IC 1179 spirálgalaxisok kölcsönható párja, az Arp 274. A Hubble űrtávcső felvétele.

Ezen kategória összes galaxisa kölcsönható galaxispár, az NGC 5679 (Arp 274) kivételével, amely hármas rendszer. Az összekapcsolódó spirálkarok árapálycsóvák, mely az egyesülés korai szakaszaira jellemző.
| Arp-szám | Egyéb név          | Megjegyzés                |
| -------- | ------------------ | ------------------------- |
| 269      | NGC 4485, NGC 4490 | Kölcsönható galaxispár    |
| 270      | NGC 3395, NGC 3396 | Kölcsönható galaxispár    |
| 271      | NGC 5426, NGC 5427 | Kölcsönható galaxispár    |
| 272      | NGC 6050, IC 1179  | Kölcsönható galaxispár    |
| 273      | UGC 1810, UGC 1813 | Kölcsönható galaxispár    |
| 274      | NGC 5679           | Kölcsönható galaxishármas |

#### Kölcsönható galaxisok
A többi, hasonló kategóriával ellentétben ezen kategória tagjai jól megkülönböztethetőek egymástól.
| Arp-szám | Egyéb név           | Megjegyzés             |
| -------- | ------------------- | ---------------------- |
| 275      | NGC 2881            | Kölcsönható galaxispár |
| 276      | NGC 935, IC 1801    | Kölcsönható galaxispár |
| 277      | NGC 4809, NGC 4810  | Kölcsönható galaxispár |
| 278      | NGC 7253            | Kölcsönható galaxispár |
| 279      | NGC 1253, NGC 1253A | Kölcsönható galaxispár |
| 280      | NGC 3769, NGC 3769A | Kölcsönható galaxispár |

#### Galaxisok bezuhanással és vonzással
A kategória érdekes keveréke az objektumoknak. Kettő éléről látszó spirálgalaxis közeli, kisebb kísérőgalaxissal. Két objektum árapálycsóvákkal összekötött galaxispár, az utolsó kettő pedig egyszerűen egymástól viszonylag távol lévő galaxisok kölcsönható párja.
| Arp-szám | Egyéb név                    | Megjegyzés                                       |
| -------- | ---------------------------- | ------------------------------------------------ |
| 281      | NGC 4627, NGC 4631           | Spirálgalaxis törpe elliptikus galaxis kísérővel |
| 282      | NGC 169, NGC 169A            | Spirálgalaxis kisebb kísérőgalaxissal            |
| 283      | NGC 2798, NGC 2799           | Kölcsönható galaxispár                           |
| 284      | NGC 7714, NGC 7715           | Kölcsönható galaxispár                           |
| 285      | NGC 2854, NGC 2856           | Galaxispár                                       |
| 286      | NGC 5560, NGC 5566, NGC 5569 | Kölcsönható galaxishármas                        |

#### Galaxisok „galaxisszél-effektussal”
Bár a kettős galaxisok között szerepelnek, a kategória több tagja magányos galaxis. A „galaxisszél-effektus” a kinézetre utal, nem a tényleges nagy sebességű anyagsugarakra. Néhány esetben a megjelenés kölcsönhatás eredménye lehet. Más esetekben, különösen az NGC 3981-nél (Arp 289), a halvány emisszió nem kölcsönhatás eredménye, hanem a galaxis saját produktuma.
| Arp-szám | Egyéb név           | Megjegyzés               |
| -------- | ------------------- | ------------------------ |
| 287      | NGC 2735, NGC 2735A | Galaxispár               |
| 288      | NGC 5221, NGC 5222  | Galaxishármas            |
| 289      | NGC 3981            | Pekuliáris spirálgalaxis |
| 290      | IC 195, IC 196      | Kölcsönható galaxispár   |
| 291      | UGC 5832            | Szabálytalan galaxis     |
| 292      | IC 575              | Pekuliáris spirálgalaxis |
| 293      | NGC 6285, NGC 6286  | Kölcsönható galaxispár   |

#### Kettős vagy többszörös galaxisok, hosszú anyagszálakkal

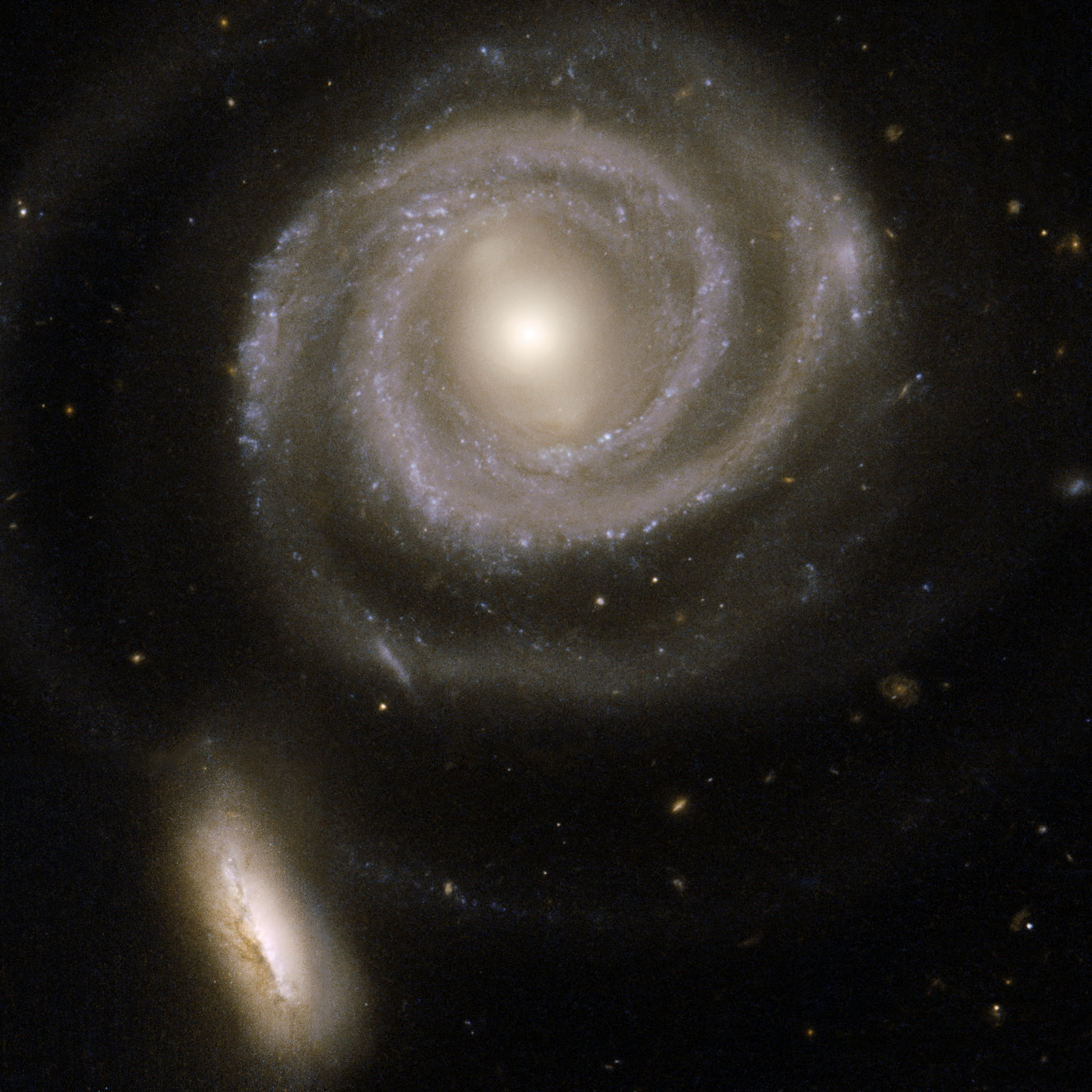
Az Arp 297, egy spirális (NGC 5754) és egy szabálytalan galaxis (NGC 5752) egyesülése. A Hubble űrtávcső felvétele

A hosszú anyagszálak ebben az esetben is árapálycsóvák, melyek a galaxisok között alakulnak ki gravitációs kölcsönhatásokkor.
| Arp-szám | Egyéb név          | Megjegyzés                                    |
| -------- | ------------------ | --------------------------------------------- |
| 294      | NGC 3786, NGC 3788 | Kölcsönható galaxispár                        |
| 295      | Arp 295            | Kölcsönható galaxispár                        |
| 296      | Arp 296            |                                               |
| 297      | Arp 297            | Galaxiscsoporton belüli kölcsönható galaxisok |

#### Nem besorolt objektumok

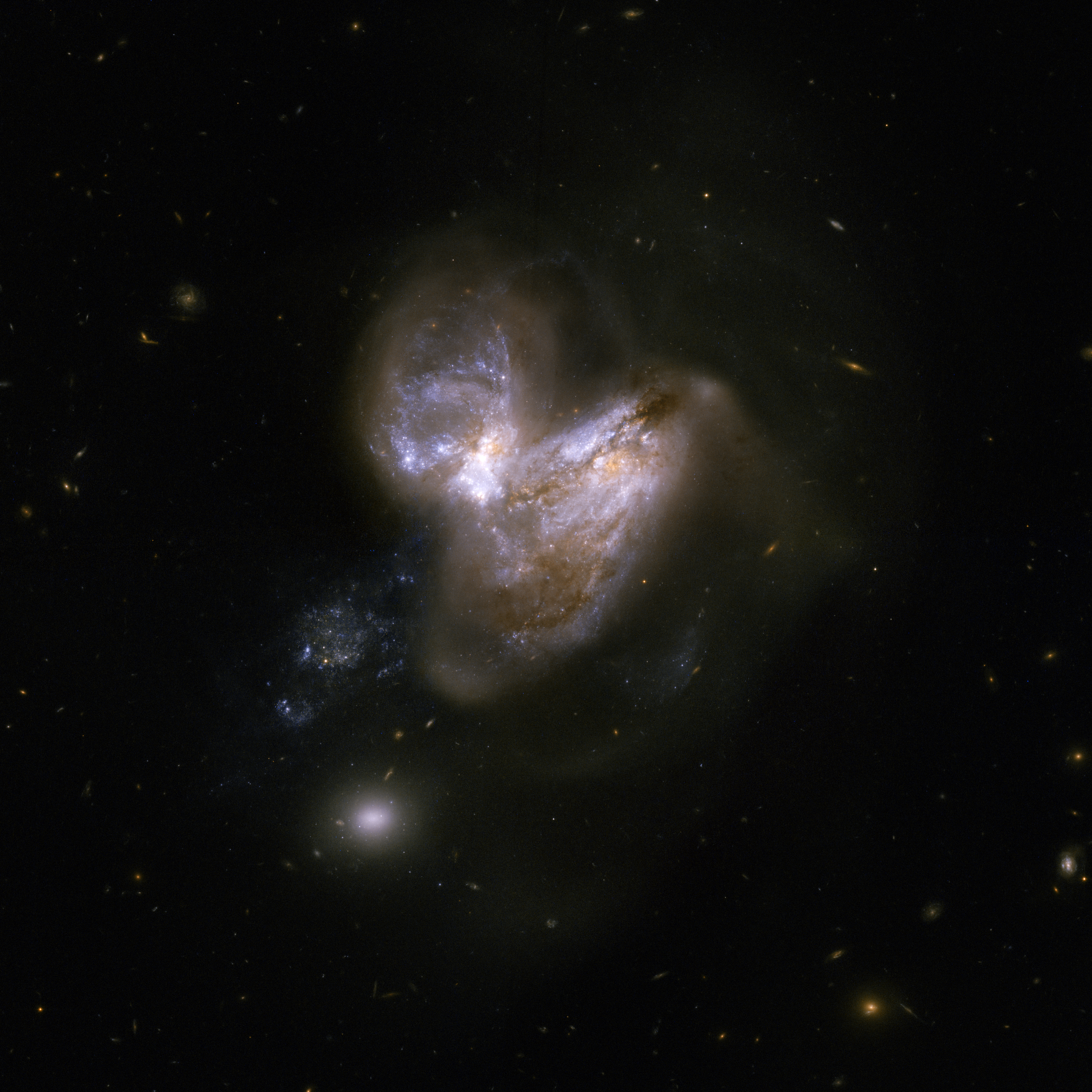
Az IC 694 és az NGC 3690 galaxisok kölcsönható párja, az Arp 299. A Hubble űrtávcső felvétele

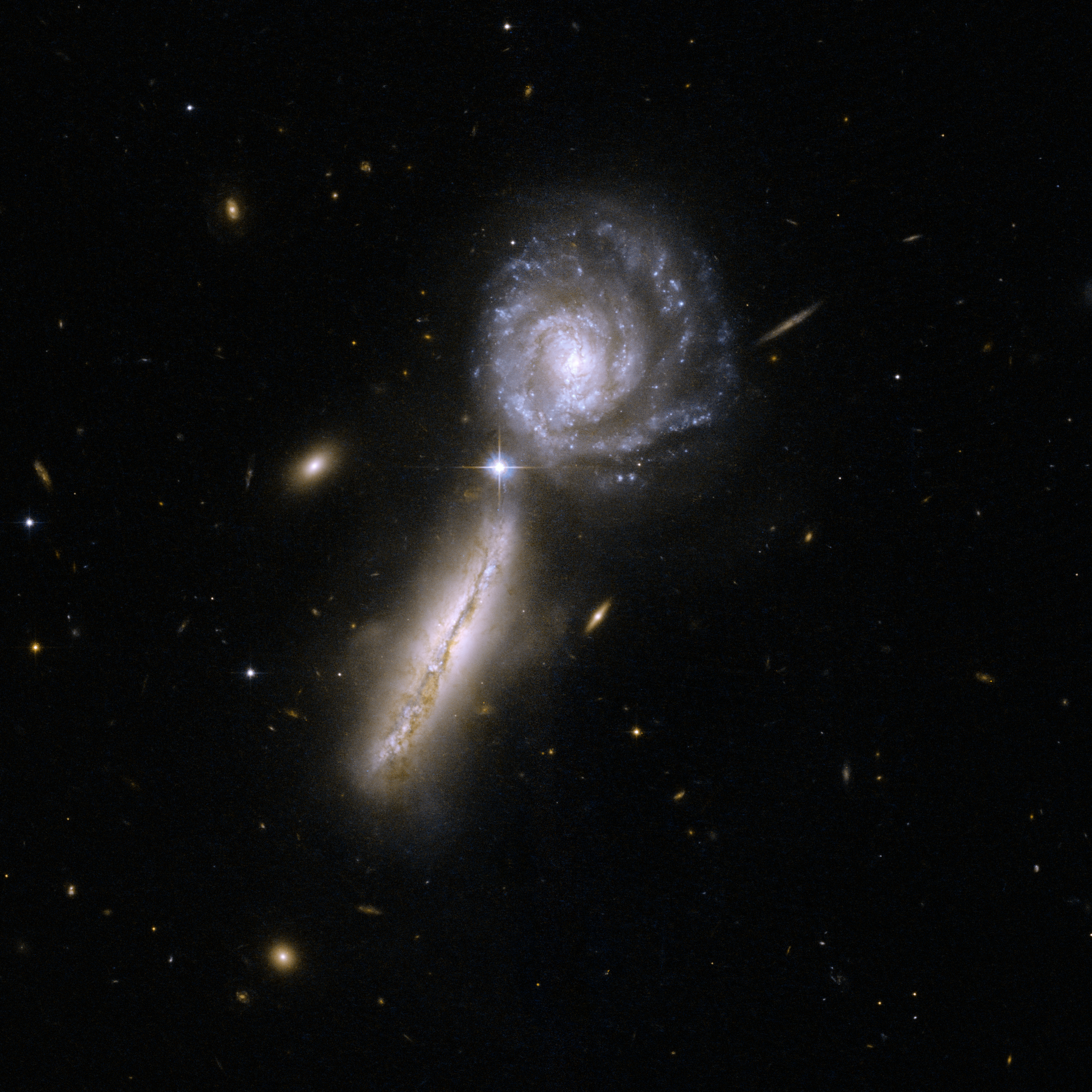
Az UGC 9618 (Arp 302), egy lapjáról és egy éléről látszó spirálgalaxis kölcsönható párja. A Hubble űrtávcső felvétele.

Arp ezen objektumoknak nem adott külön kategóriát, legtöbbjük kölcsönható galaxispár.
| Arp-szám | Egyéb név          | Megjegyzés                            |
| -------- | ------------------ | ------------------------------------- |
| 298      | NGC 7469, IC 5283  | Galaxispár                            |
| 299      | Arp 299            | Galaxishármas                         |
| 300      | Arp 300            | Galaxiscsoport                        |
| 301      | UGC 6204, UGC 6207 | Galaxispár                            |
| 302      | UGC 9618           | Galaxispár                            |
| 303      | IC 563, IC 564     | Galaxispár                            |
| 304      | NGC 1241, NGC 1242 | Galaxispár                            |
| 305      | NGC 4016, NGC 4017 | Galaxispár                            |
| 306      | Arp 306            | Két galaxispár által alkotott csoport |
| 307      | NGC 2872, NGC 2874 | Galaxispár                            |
| 308      | NGC 545, NGC 547   | Galaxispár                            |
| 309      | NGC 942, NGC 943   | Galaxispár                            |
| 310      | IC 1259            | Galaxispár                            |

#### Galaxiscsoportok
| Arp-szám | Egyéb név                                        | Megjegyzés |
| -------- | ------------------------------------------------ | ---------- |
| 311      | Az IC 1258 és társai                             |            |
| 312      | MCG +08-31-004                                   |            |
| 313      | NGC 3994 + NGC 3995                              |            |
| 314      | MCG -03-58-009 + MCG -03-58-010 + MCG -03-58-011 |            |
| 315      | NGC 2830 + NGC 2831 + NGC 2832                   |            |
| 316      | NGC 3193                                         |            |
| 317      | Leo Triplet                                      |            |
| 318      | Az NGC 833 és társai                             |            |
| 319      | Stephan kvintettje                               |            |
| 320      | Copeland szeptettje                              |            |
| 321      | Hickson 40 A-E                                   |            |

#### Galaxisláncok
| Arp-szám | Egyéb név                           | Megjegyzés |
| -------- | ----------------------------------- | ---------- |
| 322      | UGC 6527                            |            |
| 323      | Hickson 98 A-D                      |            |
| 324      | UGC 10143                           |            |
| 325      | ESO601-G018A+B és MCG -04-52-014    |            |
| 326      | UGC 8610                            |            |
| 327      | NGC 1875; Hickson 34 A-D            |            |
| 328      | UGC 9532; Hickson 72                |            |
| 329      | UGC 6514                            |            |
| 330      | I Zw 167; MCG +09-27-094            |            |
| 331      | Az NGC 379 és társai (Pisces felhő) |            |
| 332      | NGC 1228                            |            |

#### Egyéb
| Arp-szám | Egyéb név   | Megjegyzés |
| -------- | ----------- | ---------- |
| 333      | NGC 1024    |            |
| 334      | UGC 8498    |            |
| 335      | NGC 3509    |            |
| 336      | NGC 2685    |            |
| 337      | Messier 82  |            |
| 338      | PGC 3094767 |            |

## Lásd még
- Arp-galaxisok